# Statystyki Agnieszki Radwańskiej

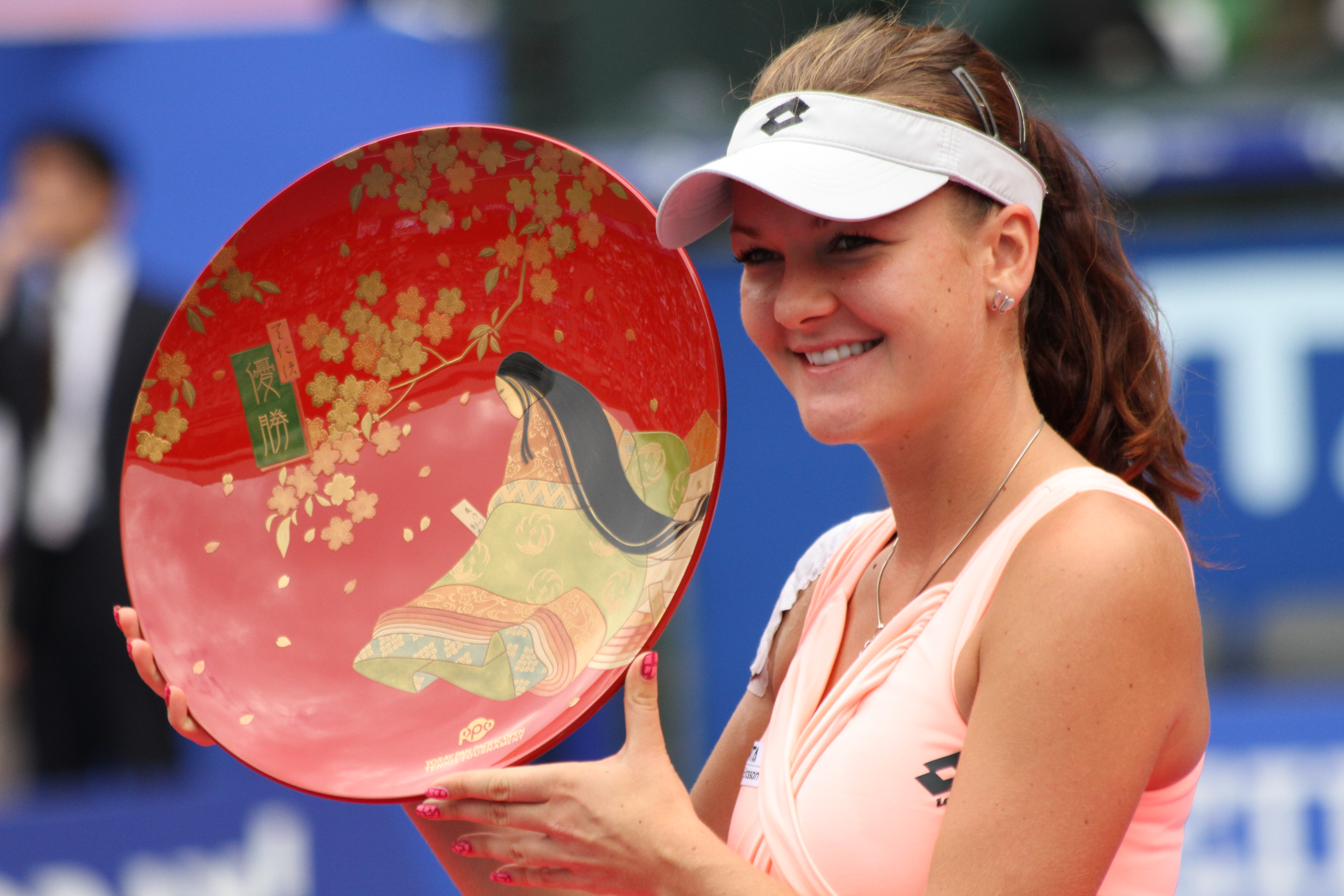
Radwańska po zwycięstwie w Toray Pan Pacific Open 2011

Polska tenisistka Agnieszka Radwańska wygrała w swojej karierze 20 singlowych i 2 deblowe turnieje zaliczane do cyklu rozgrywek WTA Tour. Zawodniczka osiągnęła finał Wimbledonu 2012 i półfinał Australian Open 2014 w grze pojedynczej oraz awansowała do półfinałów Australian Open 2010 i US Open 2011 w grze podwójnej. Najwyżej w rankingu singlowym WTA Tour została sklasyfikowana na 2. miejscu podczas notowania 9 lipca 2012 roku.
W sierpniu 2007 roku Radwańska stała się pierwszą polską tenisistką, która wygrała turniej singlowy rangi WTA Tour. Pokonała wtedy w Sztokholmie Wierę Duszewinę 6:1, 6:1. Swój pierwszy wielkoszlemowy ćwierćfinał osiągnęła podczas Australian Open 2008, pokonując po drodze m.in. ówczesną wiceliderkę rankingu Swietłanę Kuzniecową. Sezon 2008 Radwańska zakończyła na 10. miejscu w rankingu, co również było pierwszym takim osiągnięciem w historii polskiego tenisa. Ponadto została pierwszym graczem tenisowym z Polski, który zarobił ponad milion dolarów. W sezonie 2011 zakwalifikowała się jako pełnoprawna zawodniczka do Turnieju Mistrzyń, natomiast wcześniej (w 2008 i 2009 roku) startowała w nim jako rezerwowa. W lipcu 2012 roku Radwańska dotarła do finału wielkoszlemowego Wimbledonu, przegrywając jedynie z Sereną Williams 1:6, 7:5, 2:6. Po tym sukcesie Polka została sklasyfikowana na drugim miejscu w rankingu singlowym WTA Tour. 14 listopada 2018 roku tenisistka ogłosiła zakończenie kariery.

## Finały turniejów WTA
| Legenda                     | Legenda |
| --------------------------- | ------- |
| Wielki Szlem                |         |
| Igrzyska olimpijskie        |         |
| WTA Tour Championships      |         |
| 1988 – 2008                 |         |
| Kategoria I                 |         |
| Kategoria II                |         |
| Kategoria III               |         |
| Kategoria IV                |         |
| Kategoria V                 |         |
| 2009 – 2020                 |         |
| WTA Premier Mandatory       |         |
| WTA Premier 5               |         |
| WTA Premier                 |         |
| WTA International Series    |         |
| WTA 125K series (2012–2020) |         |

### Gra pojedyncza
| Końcowy wynik | Nr  | Data                 | Turniej      | Nawierzchnia  | Przeciwniczka            | Wynik finału      |
| ------------- | --- | -------------------- | ------------ | ------------- | ------------------------ | ----------------- |
| Zwyciężczyni  | 1.  | 30 lipca 2007        | Sztokholm    | Twarda        | Wiera Duszewina          | 6:1, 6:1          |
| Zwyciężczyni  | 2.  | 4 lutego 2008        | Pattaya      | Twarda        | Jill Craybas             | 6:2, 1:6, 7:6(4)  |
| Zwyciężczyni  | 3.  | 24 maja 2008         | Stambuł      | Ceglana       | Jelena Diemientjewa      | 6:3, 6:2          |
| Zwyciężczyni  | 4.  | 21 czerwca 2008      | Eastbourne   | Trawiasta     | Nadieżda Pietrowa        | 6:4, 6:7(11), 6:4 |
| Finalistka    | 1.  | 11 października 2009 | Pekin        | Twarda        | Swietłana Kuzniecowa     | 2:6, 4:6          |
| Finalistka    | 2.  | 8 sierpnia 2010      | San Diego    | Twarda        | Swietłana Kuzniecowa     | 4:6, 7:6(7), 3:6  |
| Zwyciężczyni  | 5.  | 7 sierpnia 2011      | San Diego    | Twarda        | Wiera Zwonariowa         | 6:3, 6:4          |
| Zwyciężczyni  | 6.  | 1 października 2011  | Tokio        | Twarda        | Wiera Zwonariowa         | 6:3, 6:2          |
| Zwyciężczyni  | 7.  | 9 października 2011  | Pekin        | Twarda        | Andrea Petković          | 7:5, 0:6, 6:4     |
| Zwyciężczyni  | 8.  | 25 lutego 2012       | Dubaj        | Twarda        | Julia Görges             | 7:5, 6:4          |
| Zwyciężczyni  | 9.  | 31 marca 2012        | Miami        | Twarda        | Marija Szarapowa         | 7:5, 6:4          |
| Zwyciężczyni  | 10. | 26 maja 2012         | Bruksela     | Ceglana       | Simona Halep             | 7:5, 6:0          |
| Finalistka    | 3.  | 7 lipca 2012         | Wimbledon    | Trawiasta     | Serena Williams          | 1:6, 7:5, 2:6     |
| Finalistka    | 4.  | 29 września 2012     | Tokio        | Twarda        | Nadieżda Pietrowa        | 0:6, 6:1, 3:6     |
| Zwyciężczyni  | 11. | 5 stycznia 2013      | Auckland     | Twarda        | Yanina Wickmayer         | 6:4, 6:4          |
| Zwyciężczyni  | 12. | 11 stycznia 2013     | Sydney       | Twarda        | Dominika Cibulková       | 6:0, 6:0          |
| Finalistka    | 5.  | 28 lipca 2013        | Stanford     | Twarda        | Dominika Cibulková       | 6:3, 4:6, 4:6     |
| Zwyciężczyni  | 13. | 22 września 2013     | Seul         | Twarda        | Anastasija Pawluczenkowa | 6:7(6), 6:3, 6:4  |
| Finalistka    | 6.  | 16 marca 2014        | Indian Wells | Twarda        | Flavia Pennetta          | 2:6, 1:6          |
| Zwyciężczyni  | 14. | 10 sierpnia 2014     | Montreal     | Twarda        | Venus Williams           | 6:4, 6:2          |
| Finalistka    | 7.  | 27 czerwca 2015      | Eastbourne   | Trawiasta     | Belinda Bencic           | 4:6, 6:4, 0:6     |
| Zwyciężczyni  | 15. | 27 września 2015     | Tokio        | Twarda        | Belinda Bencic           | 6:2, 6:2          |
| Zwyciężczyni  | 16. | 18 października 2015 | Tiencin      | Twarda        | Danka Kovinić            | 6:1, 6:2          |
| Zwyciężczyni  | 17. | 1 listopada 2015     | Singapur     | Twarda (hala) | Petra Kvitová            | 6:2, 4:6, 6:3     |
| Zwyciężczyni  | 18. | 9 stycznia 2016      | Shenzhen     | Twarda        | Alison Riske             | 6:3, 6:2          |
| Zwyciężczyni  | 19. | 27 sierpnia 2016     | New Haven    | Twarda        | Elina Switolina          | 6:1, 7:6(3)       |
| Zwyciężczyni  | 20. | 9 października 2016  | Pekin        | Twarda        | Johanna Konta            | 6:4, 6:2          |
| Finalistka    | 8.  | 13 stycznia 2017     | Sydney       | Twarda        | Johanna Konta            | 4:6, 2:6          |

### Gra podwójna
| Końcowy wynik | Nr | Data            | Turniej     | Nawierzchnia | Partnerka          | Przeciwniczki                  | Wynik finału      |
| ------------- | -- | --------------- | ----------- | ------------ | ------------------ | ------------------------------ | ----------------- |
| Zwyciężczyni  | 1. | 21 maja 2007    | Stambuł     | Ceglana      | Urszula Radwańska  | Chan Yung-jan Sania Mirza      | 6:1, 6:3          |
| Finalistka    | 1. | 21 lutego 2009  | Dubaj       | Twarda       | Marija Kirilenko   | Cara Black Liezel Huber        | 3:6, 3:6          |
| Finalistka    | 2. | 9 sierpnia 2009 | Los Angeles | Twarda       | Marija Kirilenko   | Chuang Chia-jung Yan Zi        | 0:6, 6:4, 7–10    |
| Zwyciężczyni  | 2. | 3 kwietnia 2011 | Miami       | Twarda       | Daniela Hantuchová | Nadieżda Pietrowa Liezel Huber | 7:6(5), 2:6, 10–8 |

### Historia występów
| A  | = nie uczestniczyła w turnieju |
| –  | = turniej nie odbywał się      |
| LQ | = odpadła w kwalifikacjach     |
| xR | = x runda (x – numer rundy)    |
| QF | = ćwierćfinał                  |
| SF | = półfinał                     |
| F  | = finał                        |
| W  | = zwycięstwo                   |

| a   | Lista obejmuje tylko te turnieje International i zlikwidowane w których zawodniczka wystąpiła.                                                |
| b   | Radwańska była rozstawiona z nr 7, jednak wycofała się przed rozpoczęciem z powodów osobistych.                                               |
| c   | Występy w turniejach głównych, bez turniejów w których odpadła w kwalifikacjach.                                                              |
| d   | Punkty uzyskane w turniejach w bieżącym sezonie, wyróżniono punkty liczące się do rankingu "Race to Championships".                           |
| e   | Od sezonu 2015 turniej WTA Tournament of Champions zastąpił turniej WTA Elite Trophy.                                                         |
| f   | Radwańska była rozstawiona z nr 2, jednak wycofała się przed rozpoczęciem z powodów zdrowotnych.                                              |
|     | |
| Q   | Do turnieju głównego dostała się przez kwalifikacje.                                                                                          |
| LL  | Do turnieju głównego dostała się jako szczęśliwa przegrana, mimo porażki w kwalifikacjach.                                                    |
| WC  | Do turnieju dostała się dzięki dzikiej karcie.                                                                                                |
| ALT | W Turnieju Mistrzyń wystąpiła jako rezerwowa, zastępując w ostatnim meczu rundy grupowej chorą Anę Ivanović w 2008 i Wierę Zwonariową w 2009. |
|     | |
| T1  | Turniej był wówczas turniejem kategorii I |
| T2  | Turniej był wówczas turniejem kategorii II |
| T3  | Turniej był wówczas turniejem kategorii III                                                                                                   |
| T4  | Turniej był wówczas turniejem kategorii IV |
| T5  | Turniej był wówczas turniejem kategorii V |
| P5  | Turniej był wówczas turniejem kategorii Premier 5                                                                                             |
| P   | Turniej był wówczas turniejem kategorii Premier                                                                                               |
| Int | Turniej był wówczas turniejem kategorii International                                                                                         |

#### Gra pojedyncza
| Australian Open                               | Australian Open                               | A    | A       | 2R       | QF    | 1R    | 3R    | QF    | QF    | QF    | SF    | 4R    | SF    | 2R    | 3R    | 35–12   |
| French Open                                   | French Open                                   | A    | A       | 1R       | 4R    | 4R    | 2R    | 4R    | 3R    | QF    | 3R    | 1R    | 4R    | 3R    | A     | 23–11   |
| Wimbledon                                     | Wimbledon                                     | A    | 4RWC    | 3R       | QF    | QF    | 4R    | 2R    | F     | SF    | 4R    | SF    | 4R    | 4R    | 2R    | 43–13   |
| US Open                                       | US Open                                       | A    | 2RQ     | 4R       | 4R    | 2R    | 2R    | 2R    | 4R    | 4R    | 2R    | 3R    | 4R    | 3R    | 1R    | 24–13   |
| Zw.-Por. w Wielkim Szlemie                    | Zw.-Por. w Wielkim Szlemie                    | 0–0  | 4–2     | 6–4      | 14–4  | 8–4   | 7–4   | 9–4   | 15–4  | 16–4  | 11–4  | 10–4  | 14–4  | 8–4   | 3–3   | 124–49  |
| Igrzyska olimpijskie                          |                                               |      |         |          |       |       |       |       |       |       |       |       |       |       |       |         |
| Letnie igrzyska olimpijskie                   | Letnie igrzyska olimpijskie                   |      |         |          | 2R    |       |       |       | 1R    |       |       |       | 1R    |       |       | 1–3     |
| Mistrzostwa kończące sezon                    |                                               |      |         |          |       |       |       |       |       |       |       |       |       |       |       |         |
| WTA Finals                                    | WTA Finals                                    | A    | A       | A        | RRALT | RRALT | A     | RR    | SF    | RR    | SF    | W     | SF    | A     | A     | 11–14   |
| WTA Tournament of Champions/WTA Elite Trophye | WTA Tournament of Champions/WTA Elite Trophye | –    | –       | –        | –     | A     | A     | A     | A     | A     | A     | A     | A     | A     | A     | 0–0     |
| Turnieje Premier Mandatory                    |                                               |      |         |          |       |       |       |       |       |       |       |       |       |       |       |         |
| Indian Wells                                  | T1                                            | A    | A       | 2R       | QF    | QF    | SF    | 4R    | QF    | 4R    | F     | 3R    | SF    | 3R    | 2R    | 29–12   |
| Miami                                         | T1                                            | A    | A       | 4R       | 2R    | 4R    | QF    | QF    | W     | SF    | QF    | 4R    | 4R    | 3R    | 4R    | 31–11   |
| Madryt                                        | –                                             | –    | –       | –        | –     | 1R    | 2R    | 2R    | SF    | 2R    | SF    | 3R    | 1R    | A     | A     | 13–8    |
| Pekin                                         | T2                                            | A    | A       | A        | 1R    | F     | 1R    | W     | QF    | SF    | 2R    | SF    | W     | 3R    | A     | 28–8    |
| Turnieje Premier 5                            |                                               |      |         |          |       |       |       |       |       |       |       |       |       |       |       |         |
| Doha                                          | T1                                            | AT2  | AT2     | AT2      | SF    | –     | –     | 1R    | SF    | SF    | SF    | QFP   | SF    | 2RP   | 2R    | 18–9    |
| Rzym                                          | T1                                            | A    | A       | 1R       | 3R    | QF    | 3R    | 2R    | 2R    | 2R    | QF    | A     | A     | A     | A     | 8–8     |
| Montreal/Toronto                              | T1                                            | A    | A       | A        | A     | QF    | 3R    | SF    | QF    | SF    | W     | QF    | 3R    | 3R    | A     | 23–8    |
| Cincinnati                                    | T3                                            | A    | A       | A        | A     | 2R    | 3R    | A     | QF    | QF    | QF    | 1R    | QF    | 1R    | 1R    | 10–8    |
| Wuhan                                         | –                                             | –    | –       | –        | –     | –     | –     | –     | –     | –     | 2R    | 1R    | QF    | 3R    | A     | 4–4     |
| Turnieje Premier                              |                                               |      |         |          |       |       |       |       |       |       |       |       |       |       |       |         |
| Gold Coast/Brisbane                           | T3                                            | A    | A       | A        | A     | AInt  | AInt  | AInt  | A     | A     | A     | A     | A     | A     | A     | 0–0     |
| Sydney                                        | T2                                            | A    | A       | A        | A     | QF    | 2R    | A     | SF    | W     | 2R    | 2R    | Af    | F     | QF    | 16–7    |
| Petersburg                                    | –                                             | –    | –       | –        | –     | –     | –     | –     | –     | –     | –     | –     | A     | A     | A     | 0–0     |
| Dubaj                                         | T2                                            | A    | A       | LQ       | 1RQ   | 1R    | SF    | QF    | W     | QF    | 2R    | 3RP5  | A     | 3RP5  | 1R    | 17–10   |
| Charleston                                    | T1                                            | A    | A       | A        | 3R    | A     | A     | A     | A     | A     | A     | A     | A     | A     | A     | 2–1     |
| Stuttgart                                     | T2                                            | A    | A       | 2R       | 2R    | QF    | 2R    | SF    | SF    | A     | QF    | 1R    | SF    | 1R    | A     | 13–10   |
| Birmingham                                    | T3                                            | A    | A       | 2R       | A     | A     | A     | A     | A     | A     | A     | A     | 1R    | A     | A     | 1–2     |
| Eastbourne                                    | T2                                            | A    | A       | 2R       | W     | QF    | 1R    | QF    | 1R    | 1R    | 1R    | F     | QF    | 2R    | SF    | 18–11   |
| Stanford                                      | T2                                            | A    | A       | A        | A     | 2R    | SF    | QF    | A     | F     | 2R    | QF    | A     | A     | A     | 10–6    |
| New Haven                                     | T2                                            | A    | A       | 2R       | A     | 2R    | A     | 2R    | 2R    | A     | A     | QF    | WWC   | SF    | 1R    | 11–7    |
| Tokio                                         | T1                                            | A    | A       | A        | QF    | SFP5  | QFP5  | WP5   | FP5   | QFP5  | A     | W     | SF    | A     | A     | 27–6    |
| Moskwa                                        | T1                                            | A    | A       | 2R       | A     | 1R    | A     | 2R    | A     | A     | A     | A     | A     | A     | A     | 1–3     |
| Turnieje Internationala                       |                                               |      |         |          |       |       |       |       |       |       |       |       |       |       |       |         |
| Auckland                                      | T4                                            | A    | A       | A        | A     | A     | A     | A     | A     | W     | A     | A     | A     | A     | QF    | 7–1     |
| Shenzhen                                      | –                                             | –    | –       | –        | –     | –     | –     | –     | –     | A     | A     | A     | W     | QF    | A     | 7–1     |
| Hobart                                        | T4                                            | AT5  | A       | LQ       | 1R    | A     | A     | A     | A     | A     | A     | A     | A     | A     | A     | 2–2     |
| Monterrey                                     | –                                             | –    | –       | –        | –     | 1R    | A     | A     | A     | A     | A     | A     | A     | A     | A     | 0–1     |
| Kuala Lumpur                                  | –                                             | –    | –       | –        | –     | –     | A     | A     | QF    | A     | A     | A     | A     | A     | A     | 2–0     |
| Nottingham                                    | –                                             | –    | –       | –        | –     | –     | –     | –     | –     | –     | –     | SF    | A     | A     | A     | 3–1     |
| Sztokholm/Båstad                              | T4                                            | A    | LQ      | W        | SF    | A     | A     | A     | A     | A     | A     | A     | A     | A     | A     | 10–2    |
| Stambuł                                       | T3                                            | A    | LQ      | QF       | W     | A     | A     | –     | –     | –     | A     | A     | A     | A     | 1R    | 7–3     |
| Seul                                          | T4                                            | A    | A       | A        | A     | A     | A     | A     | A     | W     | QF    | A     | A     | A     | 2R    | 8–2     |
| Linz                                          | T2                                            | A    | 2RQ     | 1R       | SF    | SF    | A     | A     | A     | A     | A     | A     | A     | A     | A     | 9–4     |
| Tiencin                                       | –                                             | –    | –       | –        | –     | –     | –     | –     | –     | –     | A     | W     | QF    | A     | A     | 7–0     |
| Hongkong                                      | –                                             | –    | –       | –        | –     | –     | –     | –     | –     | –     | A     | A     | A     | 2R    | A     | 1–1     |
| Luksemburg                                    | T3                                            | A    | SFQ     | 1R       | A     | A     | A     | A     | A     | A     | A     | A     | A     | A     | A     | 6–2     |
| Dawne Turnieje WTAa                           |                                               |      |         |          |       |       |       |       |       |       |       |       |       |       |       |         |
| Praga                                         | T4                                            | A    | 1RQ     | A        | A     | A     | A     | –     | –     | –     | –     | –     | –     | –     | –     | 3–1     |
| Paryż                                         | T2                                            | A    | A       | 1RLL     | A     | QF    | A     | A     | A     | A     | A     | –     | –     | –     | –     | 4–3     |
| Amelia Island                                 | T2                                            | A    | A       | A        | 3R    | A     | A     | –     | –     | –     | –     | –     | –     | –     | –     | 1–1     |
| Berlin                                        | T1                                            | A    | A       | A        | 3R    | –     | –     | –     | –     | –     | –     | –     | –     | –     | –     | 2–1     |
| Los Angeles                                   | T2/Premier                                    | A    | A       | A        | A     | QF    | –     | –     | –     | –     | –     | –     | –     | –     | –     | 2–1     |
| Zurych                                        | T2                                            | AT1  | LQT1    | QFLL, T1 | 2R    | –     | –     | –     | –     | –     | –     | –     | –     | –     | –     | 5–4     |
| Warszawa                                      | T2                                            | LQWC | QFWC    | 2R       | –     | –     | –     | –     | –     | –     | –     | –     | –     | –     | –     | 3–3     |
| Hasselt                                       | T3                                            | A    | 2RLL    | –        | –     | –     | –     | –     | –     | –     | –     | –     | –     | –     | –     | 2–2     |
| Bruksela                                      | –                                             | –    | –       | –        | –     | –     | –     | A     | W     | A     | –     | –     | –     | –     | –     | 4–0     |
| Budapeszt                                     | T3                                            | AT4  | 1RQ, T4 | A        | A     | A     | A     | A     | A     | A     | –     | –     | –     | –     | –     | 1–2     |
| Palermo                                       | T4                                            | A    | A       | QF       | A     | A     | A     | A     | A     | A     | –     | –     | –     | –     | –     | 2–1     |
| Carlsbad                                      | T1/Premier                                    | A    | A       | A        | –     | –     | F     | W     | A     | QF    | –     | –     | –     | –     | –     | 10–2    |
| Pattaya                                       | T4/Int.                                       | A    | A       | A        | W     | A     | A     | A     | A     | A     | A     | A     | –     | –     | –     | 5–0     |
| Antwerpia                                     | T2/Premier                                    | A    | A       | A        | Ab    | –     | –     | –     | –     | –     | –     | A     | –     | –     | –     | 0–0     |
| Katowice                                      | –                                             | –    | –       | –        | –     | –     | –     | –     | –     | A     | SF    | SF    | A     | –     | –     | 6–2     |
| Statystyki całej kariery                      |                                               |      |         |          |       |       |       |       |       |       |       |       |       |       |       |         |
| Bilans spotkań na nawierzchni twardej         | Bilans spotkań na nawierzchni twardej         | 0–0  | 10–3    | 18–9     | 29–11 | 30–17 | 26–13 | 36–12 | 41–12 | 46–14 | 33–16 | 37–19 | 43–12 | 20-14 | 10-11 | 379–161 |
| Bilans spotkań na nawierzchni ziemnej         | Bilans spotkań na nawierzchni ziemnej         | 0–1  | 8–4     | 5–5      | 14–5  | 8–4   | 4–4   | 7–4   | 12–4  | 5–3   | 11–4  | 2–3   | 5–3   | 2–2   | 0–1   | 83–48   |
| Bilans spotkań na nawierzchni trawiastej      | Bilans spotkań na nawierzchni trawiastej      | 0–0  | 3–1     | 4–3      | 8–1   | 6–2   | 3–2   | 3–2   | 6–3   | 5–2   | 3–2   | 12–3  | 5–3   | 3–2   | 4–2   | 65–28   |
| Bilans spotkań na nawierzchni dywanowej       | Bilans spotkań na nawierzchni dywanowej       | 0–0  | 8–4     | 7–6      | 3–2   | 0–0   | 0–0   | 0–0   | 0–0   | 0–0   | 0–0   | 0–0   | 0–0   | 0–0   | 0–0   | 18–12   |
| Ogólny bilans spotkań                         | Ogólny bilans spotkań                         | 0–1  | 29–12   | 34–23    | 54–19 | 44–23 | 33–19 | 46–18 | 59–19 | 56–19 | 47–22 | 51–25 | 53–18 | 25–18 | 14-14 | 591–267 |
| Liczba rozegranych turniejów WTAc             | Liczba rozegranych turniejów WTAc             | 0    | 8       | 20       | 24    | 24    | 18    | 20    | 22    | 21    | 21    | 23    | 21    | 18    | 14    | 254     |
| Wygrane turnieje                              | Wygrane turnieje                              | 0    | 0       | 1        | 3     | 0     | 0     | 3     | 3     | 3     | 1     | 3     | 3     | 0     | 0     | 20      |
| Procent zwycięstw                             | Procent zwycięstw                             | 0,0% | 70,7%   | 59,6%    | 74,0% | 65,7% | 63,5% | 71,9% | 75,6% | 74,7% | 68,1% | 67,1% | 74,6% | 58,1% | 50%   | 69,1%   |
| Ranking na koniec roku                        | Ranking na koniec roku                        | 381  | 57      | 26       | 10    | 10    | 14    | 8     | 4     | 5     | 6     | 5     | 3     | 28    | 76    |         |

#### Gra podwójna
| Turniej                     | Kat. do '08                 | 2006         | 2007         | 2008         | 2009         | 2010         | 2011         | 2012         | Suma Zw.-Por. |              |              |              |              |              |              |              |              |              |              |              |
| Wielki Szlem                | Wielki Szlem                | Wielki Szlem | Wielki Szlem | Wielki Szlem | Wielki Szlem | Wielki Szlem | Wielki Szlem | Wielki Szlem | Wielki Szlem  | Wielki Szlem | Wielki Szlem | Wielki Szlem | Wielki Szlem | Wielki Szlem | Wielki Szlem | Wielki Szlem | Wielki Szlem | Wielki Szlem | Wielki Szlem | Wielki Szlem |
| --------------------------- | --------------------------- | ------------ | ------------ | ------------ | ------------ | ------------ | ------------ | ------------ | ------------- | ------------ | ------------ | ------------ | ------------ | ------------ | ------------ | ------------ | ------------ | ------------ | ------------ | ------------ |
| Australian Open             | Australian Open             | A            | 1RMD         | 1RMKr        | 2RUR         | SFMKi        | 3RCY         | 3RDH         | 9–6           |              |              |              |              |              |              |              |              |              |              |              |
| French Open                 | French Open                 | A            | 3RMKr        | 1RUR         | QFUR         | QFMKi        | 1RDH         | 2RAK         | 9–7           |              |              |              |              |              |              |              |              |              |              |              |
| Wimbledon                   | Wimbledon                   | A            | 3RMKr        | 2RMD         | 1RUR         | 2RMKi        | 3RDH         | 3RUR         | 8–5           |              |              |              |              |              |              |              |              |              |              |              |
| US Open                     | US Open                     | A            | 2RMKr        | 1RUR         | 1RUR         | 3RMKi        | SFDH         | A            | 7–5           |              |              |              |              |              |              |              |              |              |              |              |
| Zw.-Por. w Wielkim Szlemie  | Zw.-Por. w Wielkim Szlemie  | 0–0          | 5–4          | 1–4          | 4–4          | 9–4          | 8–4          | 5–2          | 32–22         |              |              |              |              |              |              |              |              |              |              |              |
| Igrzyska olimpijskie        |                             |              |              |              |              |              |              |              |               |              |              |              |              |              |              |              |              |              |              |              |
| Letnie igrzyska olimpijskie | Letnie igrzyska olimpijskie |              |              | 1R           |              |              |              | 2R           | 1–2           |              |              |              |              |              |              |              |              |              |              |              |
| Turnieje Premier Mandatory  |                             |              |              |              |              |              |              |              |               |              |              |              |              |              |              |              |              |              |              |              |
| Indian Wells                | T1                          | A            | A            | QFIM         | 1RAS         | QFMKi        | SFDH         | A            | 9–4           |              |              |              |              |              |              |              |              |              |              |              |
| Miami                       | T1                          | A            | A            | 1RTP         | 1RAS         | QFMKi        | WDH          | 2RDH         | 3–4           |              |              |              |              |              |              |              |              |              |              |              |
| Madryt                      | –                           | –            | –            | –            | A            | QFMKi        | 1RDH         | 1RSK         | 2–4           |              |              |              |              |              |              |              |              |              |              |              |
| Pekin                       | T2                          | A            | A            | 1RGD         | A            | A            | QFDH         | A            | 2–2           |              |              |              |              |              |              |              |              |              |              |              |
| Turnieje Premier 5          |                             |              |              |              |              |              |              |              |               |              |              |              |              |              |              |              |              |              |              |              |
| Doha                        | T1                          | AT2          | AT2          | QFJH         | –            | –            | 1RDH         | 2RDH         | 2–3           |              |              |              |              |              |              |              |              |              |              |              |
| Rzym                        | T1                          | A            | A            | QFMKi        | 2RAS         | A            | 2RDH         | A            | 5–4           |              |              |              |              |              |              |              |              |              |              |              |
| Cincinnati                  | T3                          | A            | A            | A            | A            | A            | A            | A            | 0–0           |              |              |              |              |              |              |              |              |              |              |              |
| Montreal/Toronto            | T1                          | A            | A            | A            | 2RCW         | 2RMKi        | A            | A            | 2–2           |              |              |              |              |              |              |              |              |              |              |              |
| Tokio                       | T1                          | A            | A            | QFAC         | A            | A            | A            | A            | 1–1           |              |              |              |              |              |              |              |              |              |              |              |
| Turnieje Premier            |                             |              |              |              |              |              |              |              |               |              |              |              |              |              |              |              |              |              |              |              |
| Sydney                      | T2                          | A            | A            | A            | QFMKi        | A            | A            | A            | 1–1           |              |              |              |              |              |              |              |              |              |              |              |
| Paryż                       | T2                          | A            | A            | A            | A            | A            | A            | A            | 0–0           |              |              |              |              |              |              |              |              |              |              |              |
| Dubaj                       | T2                          | A            | A            | 1RJH         | FMKi         | 2RMKi        | QFDH         | 1RDH         | 7–5           |              |              |              |              |              |              |              |              |              |              |              |
| Charleston                  | T1                          | A            | A            | 1RBZS        | A            | A            | A            | A            | 0–1           |              |              |              |              |              |              |              |              |              |              |              |
| Stuttgart                   | T2                          | A            | QFBZS        | SFWA         | A            | A            | A            | A            | 3–2           |              |              |              |              |              |              |              |              |              |              |              |
| Eastbourne                  | T2                          | A            | 1RJC         | A            | A            | A            | A            | A            | 0–1           |              |              |              |              |              |              |              |              |              |              |              |
| Stanford                    | T2                          | A            | A            | A            | A            | A            | A            | A            | 0–0           |              |              |              |              |              |              |              |              |              |              |              |
| San Diego                   | T1                          | A            | A            | –            | –            | A            | A            | A            | 3–1           |              |              |              |              |              |              |              |              |              |              |              |
| New Haven                   | T2                          | A            | A            | A            | A            | A            | A            | A            | 0–0           |              |              |              |              |              |              |              |              |              |              |              |
| Moskwa                      | T1                          | A            | 1RAM         | A            | A            | A            | A            | A            | 0–1           |              |              |              |              |              |              |              |              |              |              |              |
| Turnieje Internationala     |                             |              |              |              |              |              |              |              |               |              |              |              |              |              |              |              |              |              |              |              |
| Hobart                      | T4                          | AT5          | A            | QFJS         | A            | A            | A            | A            | 1–1           |              |              |              |              |              |              |              |              |              |              |              |
| Pattaya                     | T4                          | A            | A            | QFUR         | A            | A            | A            | A            | 1–1           |              |              |              |              |              |              |              |              |              |              |              |
| Amelia Island               | T2                          | A            | A            | 1RJH         | A            | A            | A            | A            | 0–1           |              |              |              |              |              |              |              |              |              |              |              |
| Budapeszt                   | T3                          | 1RT4, AR     | A            | A            | A            | A            | A            | A            | 0–1           |              |              |              |              |              |              |              |              |              |              |              |
| Sztokholm                   | T4                          | QFKB         | QFUR         | A            | A            | A            | A            | A            | 2–2           |              |              |              |              |              |              |              |              |              |              |              |
| Palermo                     | T4                          | A            | QFMM         | A            | A            | A            | A            | A            | 1–1           |              |              |              |              |              |              |              |              |              |              |              |
| Linz                        | T2                          | A            | QFSP         | A            | A            | A            | A            | A            | 1–1           |              |              |              |              |              |              |              |              |              |              |              |
| Luksemburg                  | T3                          | 1RKB         | 1RSS         | A            | A            | A            | A            | A            | 0–2           |              |              |              |              |              |              |              |              |              |              |              |
| Dawne Turnieje WTAa         |                             |              |              |              |              |              |              |              |               |              |              |              |              |              |              |              |              |              |              |              |
| Praga                       | T4                          | 1RAR         | A            | A            | A            | A            | –            | –            | 0–1           |              |              |              |              |              |              |              |              |              |              |              |
| Stambuł                     | T3                          | QFUR         | WUR          | A            | A            | A            | –            | –            | 5–1           |              |              |              |              |              |              |              |              |              |              |              |
| Berlin                      | T1                          | A            | A            | 2RMKi        | –            | –            | –            | –            | 1–1           |              |              |              |              |              |              |              |              |              |              |              |
| Los Angeles                 | T2/Premier                  | A            | A            | A            | FMKi         | –            | –            | –            | 3–1           |              |              |              |              |              |              |              |              |              |              |              |
| Warszawa                    | T2                          | 1RKK         | 1RAC         | –            | –            | –            | –            | –            | 0–2           |              |              |              |              |              |              |              |              |              |              |              |
| Hasselt                     | T3                          | 1RLS         | –            | –            | –            | –            | –            | –            | 0–1           |              |              |              |              |              |              |              |              |              |              |              |
| Zw.-Por. ogółem             | Zw.-Por. ogółem             | 2–7          | 13–12        | 13–18        | 13–10        | 18–9         | 21–10        | 7–7          | 87–71         |              |              |              |              |              |              |              |              |              |              |              |
| Ranking na koniec roku      | Ranking na koniec roku      | 212          | 71           | 60           | 46           | 27           | 16           | 100          |               |              |              |              |              |              |              |              |              |              |              |              |

| WA  | Wiktoryja Azaranka (1)         |
| KB  | Kristina Barrois (2)           |
| JC  | Jill Craybas (1)               |
| AC  | Anna Czakwetadze (2)           |
| MD  | Marta Domachowska (2)          |
| GD  | Gisela Dulko (1)               |
| DH  | Daniela Hantuchová (14)        |
| JH  | Janette Husárová (3)           |
| AK  | Angelique Kerber (1)           |
| MKi | Marija Kirilenko (14)          |
| KK  | Karolina Kosińska (1)          |
| SK  | Swietłana Kuzniecowa (1)       |
| MKr | Michaëlla Krajicek (4)         |
| IM  | Iveta Melzer (1)               |
| MM  | Martina Müller (1)             |
| AM  | Alicia Molik (1)               |
| SP  | Peng Shuai (1)                 |
| TP  | Tetiana Perebyjnis (1)         |
| UR  | Urszula Radwańska (12)         |
| AR  | Alicja Rosolska (2)            |
| SS  | Salima Safar (1)               |
| LS  | Lina Stančiūtė (1)             |
| AS  | Ágnes Szávay (3)               |
| JS  | Jarosława Szwiedowa (1)        |
| CW  | Caroline Wozniacki (1)         |
| CY  | Chan Yung-jan (1)              |
| BZS | Barbora Záhlavová-Strýcová (2) |

#### Gra mieszana
| Turniej                     | 2006         | 2007         | 2008         | 2009         | 2010         | 2011         | 2012         | 2013         | 2014         | 2015         | 2016         | Suma Zw.-Por. |              |              |              |              |              |              |              |              |
| Wielki Szlem                | Wielki Szlem | Wielki Szlem | Wielki Szlem | Wielki Szlem | Wielki Szlem | Wielki Szlem | Wielki Szlem | Wielki Szlem | Wielki Szlem | Wielki Szlem | Wielki Szlem | Wielki Szlem  | Wielki Szlem | Wielki Szlem | Wielki Szlem | Wielki Szlem | Wielki Szlem | Wielki Szlem | Wielki Szlem | Wielki Szlem |
| --------------------------- | ------------ | ------------ | ------------ | ------------ | ------------ | ------------ | ------------ | ------------ | ------------ | ------------ | ------------ | ------------- | ------------ | ------------ | ------------ | ------------ | ------------ | ------------ | ------------ | ------------ |
| Australian Open             | A            | A            | A            | A            | A            | A            | A            | A            | A            | A            | A            | 0–0           |              |              |              |              |              |              |              |              |
| French Open                 | A            | A            | A            | A            | A            | A            | A            | A            | A            | A            | A            | 0–0           |              |              |              |              |              |              |              |              |
| Wimbledon                   | A            | 1RMF         | A            | A            | A            | A            | A            | A            | A            | A            | A            | 0–1           |              |              |              |              |              |              |              |              |
| US Open                     | A            | QFMF         | A            | A            | A            | A            | A            | A            | A            | A            | A            | 2–1           |              |              |              |              |              |              |              |              |
| Zw.-Por. w Wielkim Szlemie  | 0–0          | 2–2          | 0–0          | 0–0          | 0–0          | 0–0          | 0–0          | 0–0          | 0–0          | 0–0          | 0–0          | 2–2           |              |              |              |              |              |              |              |              |
| Igrzyska olimpijskie        |              |              |              |              |              |              |              |              |              |              |              |               |              |              |              |              |              |              |              |              |
| Letnie igrzyska olimpijskie |              |              |              |              |              |              | 1RMM         |              |              |              | 1RŁK         | 0–2           |              |              |              |              |              |              |              |              |
| Zwycięstwa-Porażki ogółem   | 0–0          | 2–2          | 0–0          | 0–0          | 0–0          | 0–0          | 0–1          | 0–0          | 0–0          | 0–0          | 0–1          | 2–4           |              |              |              |              |              |              |              |              |

| MF | Mariusz Fyrstenberg (2) |
| ŁK | Łukasz Kubot (1)        |
| MM | Marcin Matkowski (1)    |

## Turnieje ITF

### Gra pojedyncza
| 100 000 $ turnieje |
| 75 000 $ turnieje  |
| 50 000 $ turnieje  |
| 25 000 $ turnieje  |
| 10 000 $ turnieje  |

| Rezultat     | Lp. | Data              | Turniej           | Nawierzchnia | Przeciwniczka      | Wynik            |
| ------------ | --- | ----------------- | ----------------- | ------------ | ------------------ | ---------------- |
| Zwyciężczyni | 1.  | 12 czerwca 2005   | Warszawa, Polska  | Ceglana      | Oksana Tepliakowa  | 6:1, 6:3         |
| Finalistka   | 1.  | 14 sierpnia 2005  | Gdynia, Polska    | Ceglana      | Petra Cetkovská    | 3:6, 4:6         |
| Finalistka   | 2.  | 6 listopada 2005  | Mińsk, Białoruś   | Dywanowa     | Julija Bejhelzimer | 6:7(1), 1:6      |
| Finalistka   | 3.  | 20 listopada 2005 | Průhonice, Czechy | Twarda       | Lucie Hradecká     | 6:4, 1:6, 6:7(8) |
| Zwyciężczyni | 2.  | 15 lipca 2007     | Biella, Włochy    | Ceglana      | Karin Knapp        | 6:3, 6:3         |

### Gra podwójna
| 100 000 $ turnieje |
| 75 000 $ turnieje  |
| 50 000 $ turnieje  |
| 25 000 $ turnieje  |
| 10 000 $ turnieje  |

| Rezultat     | Lp. | Data                 | Turniej                  | Nawierzchnia | Partnerka         | Przeciwniczki                        | Wynik         |
| ------------ | --- | -------------------- | ------------------------ | ------------ | ----------------- | ------------------------------------ | ------------- |
| Zwyciężczyni | 1.  | 14 sierpnia 2005     | Gdynia, Polska           | Ceglana      | Urszula Radwańska | Kateryna Awidienko Natalia Bogdanowa | 6:1, 6:1      |
| Zwyciężczyni | 2.  | 21 sierpnia 2005     | Kędzierzyn-Koźle, Polska | Ceglana      | Urszula Radwańska | Renata Voráčová Sandra Záhlavová     | 6:1, 6:4      |
| Finalistka   | 1.  | 30 października 2005 | Stambuł, Turcja          | Twarda       | Urszula Radwańska | Marija Korytcewa Zsofia Gubasci      | 3:6, 3:6      |
| Finalistka   | 2.  | 6 listopada 2005     | Mińsk, Białoruś          | Dywanowa     | Urszula Radwańska | Kaciaryna Dziehalewicz Darja Kustawa | 3:6, 3:6      |
| Finalistka   | 3.  | 9 kwietnia 2006      | Dinan, Francja           | Ceglana      | Mădălina Gojnea   | Klaudia Jans Henrieta Nagyová        | 6:3, 2:6, 4:6 |

## Osiągnięcia juniorskie

### Gra pojedyncza

#### Mistrzyni
| Lp. | Data             | Turniej                                        | Finalistka               | Wynik       |
| --- | ---------------- | ---------------------------------------------- | ------------------------ | ----------- |
| 1.  | 20 czerwca 2004  | Gdynia, Prokom Cup                             | Maria Spenceley          | 7:5, 7:5    |
| 2.  | 15 sierpnia 2004 | Zabrze, International Championships of Silesia | Urszula Radwańska        | 6:4, 6:4    |
| 3.  | 23 stycznia 2005 | Bratysława, Slovak Junior Indoor Tournament    | Urszula Radwańska        | 6:2, 7:6(1) |
| 4.  | 3 lipca 2005     | Wimbledon 2005                                 | Tamira Paszek            | 6:3, 6:4    |
| 5.  | 17 lipca 2005    | Wels, Sportastic Junior Open                   | Urszula Radwańska        | 6:2, 6:3    |
| 6.  | 11 czerwca 2006  | French Open 2006                               | Anastasija Pawluczenkowa | 6:4, 6:1    |
| 7.  | 24 czerwca 2006  | Halle, Gerry Weber Junior Open                 | Kateřina Kramperová      | 6:3, 6:1    |

#### Finalistka
| Lp. | Data             | Turniej                        | Mistrzyni                | Wynik         |
| --- | ---------------- | ------------------------------ | ------------------------ | ------------- |
| 1.  | 10 sierpnia 2003 | Zabrze, Mostostal Trophy       | Magdaléna Rybáriková     | 4:6, 4:6      |
| 2.  | 30 stycznia 2005 | Przerów, ZS Cup                | Anastasija Pawluczenkowa | 3:6, 4:6      |
| 3.  | 18 czerwca 2005  | Halle, Gerry Weber Junior Open | Marina Erakovic          | 3:6, 6:3, 4:6 |

#### Historia występów w juniorskim Wielkim Szlemie
| Turniej         | 2005 | 2006 | Suma Zw.-Por. |
| --------------- | ---- | ---- | ------------- |
| Australian Open | A    | A    | 0–0           |
| French Open     | 2R   | W    | 7–1           |
| Wimbledon       | W    | A    | 6–0           |
| US Open         | 2R   | A    | 1–1           |
| Zw.-Por.        | 8–2  | 6–0  | 14–2          |

### Gra podwójna

#### Mistrzyni
| Lp. | Data             | Turniej                                             | Partnerka          | Finalistki                             | Wynik            |
| --- | ---------------- | --------------------------------------------------- | ------------------ | -------------------------------------- | ---------------- |
| 1.  | 17 stycznia 2004 | Bergheim, Wilson ITF Junior Classic                 | Urszula Radwańska  | Tatjana Malek Miriam Steinhilber       | 6:4, 6:0         |
| 2.  | 20 czerwca 2004  | Gdynia, Prokom Cup                                  | Urszula Radwańska  | Ieva Irbe Maria Spenceley              | 6:2, 6:2         |
| 3.  | 15 sierpnia 2004 | Zabrze, International Championships of Silesia      | Urszula Radwańska  | Alena Bajarczyk Kacarina Żełtowa       | 6:1, 6:4         |
| 4.  | 19 września 2004 | Praga, Leciva Czech Junior Open                     | Urszula Radwańska  | Gabriela Bergmannová Eva Kadlecová     | 3:6(4), 6:0, 7:5 |
| 5.  | 23 stycznia 2005 | Bratysława, Slovak Junior Indoor Tournament         | Urszula Radwańska  | Claudia Smolders Aude Vermoezen        | 6:1, 6:0         |
| 6.  | 6 marca 2005     | Norymberga, International Bavarian Junior Challenge | Urszula Radwańska  | Jekatierina Makarowa Jewgienija Rodina | 6:4, 7:6(2)      |
| 7.  | 15 maja 2005     | St. Pölten, International Raiffeisen Spring Bowl    | Urszula Radwańska  | Kateřina Kramperová Tamira Paszek      | 6:1, 6:2         |
| 8.  | 18 czerwca 2005  | Halle, Gerry Weber Junior Open                      | Urszula Radwańska  | Julia Görges Ia Jikia                  | 6:4, 6:2         |
| 9.  | 17 lipca 2005    | Wels, Sportastic Junior Open                        | Urszula Radwańska  | Marrit Boonstra Renée Reinhard         | 7:5, 6:2         |
| 10. | 17 grudnia 2005  | Mérida, Yucatan World Cup                           | Nataša Zorić       | Bibiane Schoofs Caroline Wozniacki     | 4:0, 5:4(4)      |
| 11. | 24 czerwca 2006  | Halle, Gerry Weber Junior Open                      | Alexandra Dulgheru | Sacha Jones Yanina Wickmayer           | 6:2, 7:5         |

#### Finalistka
| Lp. | Data            | Turniej          | Partnerka          | Mistrzynie                              | Wynik            |
| --- | --------------- | ---------------- | ------------------ | --------------------------------------- | ---------------- |
| 1.  | 11 czerwca 2006 | French Open 2006 | Caroline Wozniacki | Sharon Fichman Anastasija Pawluczenkowa | 7:6(4), 2:6, 1:6 |

#### Historia występów w juniorskim Wielkim Szlemie
| \| Turniej \| 2005 \| 2006 \| Suma Zw.-Por. \| \| --------------- \| ---- \| ---- \| ------------- \| \| Australian Open \| A \| A \| 0–0 \| \| French Open \| 1RUR \| FCW \| 4–2 \| \| Wimbledon \| 2RUR \| A \| 1–1 \| \| US Open \| 1RUR \| A \| 0–1 \| \| Zw.-Por. \| 1–3 \| 4–1 \| 5–4 \| | Partnerka - CW Caroline Wozniacki - UR Urszula Radwańska |      |               |
| Turniej | 2005                                                     | 2006 | Suma Zw.-Por. |
| Australian Open | A                                                        | A    | 0–0           |
| French Open | 1RUR                                                     | FCW  | 4–2           |
| Wimbledon | 2RUR                                                     | A    | 1–1           |
| US Open | 1RUR                                                     | A    | 0–1           |
| Zw.-Por. | 1–3                                                      | 4–1  | 5–4           |

## Igrzyska olimpijskie

### Gra pojedyncza kobiet
| Runda                                             | Przeciwniczka       | Wynik            |  |
| ------------------------------------------------- | ------------------- | ---------------- |  |
|                                                   |                     |                  |  |
| Letnie Igrzyska Olimpijskie w Pekinie 2008        |                     |                  |  |
| I runda                                           | Chan Yung-jan       | 6:1, 7:6(6)      |  |
| II runda                                          | Francesca Schiavone | 3:6, 6:7(6)      |  |
| Letnie Igrzyska Olimpijskie w Londynie 2012       |                     |                  |  |
| I runda                                           | Julia Görges        | 5:7, 7:6(5), 4:6 |  |
| Letnie Igrzyska Olimpijskie w Rio de Janeiro 2016 |                     |                  |  |
| I runda                                           | Zheng Saisai        | 4:6, 5:7         |  |

### Gra podwójna kobiet
| Runda                                       | Partnerka         | Przeciwniczki                              | Wynik       |
| ------------------------------------------- | ----------------- | ------------------------------------------ | ----------- |
|                                             |                   |                                            |             |
| Letnie Igrzyska Olimpijskie w Pekinie 2008  |                   |                                            |             |
| I runda                                     | Marta Domachowska | Alona Bondarenko / Kateryna Bondarenko [6] | 3:6, 2:6    |
| Letnie Igrzyska Olimpijskie w Londynie 2012 |                   |                                            |             |
| I runda                                     | Urszula Radwańska | Dominika Cibulková / Daniela Hantuchová    | 6:2, 6:1    |
| II runda                                    | Urszula Radwańska | Liezel Huber / Lisa Raymond [1]            | 4:6, 6:7(3) |

### Gra mieszana
| Runda                                             | Partner          | Przeciwnicy                      | Wynik             |
| ------------------------------------------------- | ---------------- | -------------------------------- | ----------------- |
|                                                   |                  |                                  |                   |
| Letnie Igrzyska Olimpijskie w Londynie 2012       |                  |                                  |                   |
| I runda                                           | Marcin Matkowski | Samantha Stosur / Lleyton Hewitt | 3:6, 3:6          |
| Letnie Igrzyska Olimpijskie w Rio de Janeiro 2016 |                  |                                  |                   |
| I runda                                           | Łukasz Kubot     | Irina-Camelia Begu / Horia Tecău | 6:4, 6:7(1), 8:10 |

## Mistrzostwa kończące sezon – WTA Tour Championships
| Runda                                                                            | Data            | Przeciwniczka            | Wynik               |  |
| -------------------------------------------------------------------------------- | --------------- | ------------------------ | ------------------- |  |
|                                                                                  |                 |                          |                     |  |
| WTA Tour Championships 2008 Rozstawienie: rezerwowa (zastąpiła Anę Ivanović)     |                 |                          |                     |  |
| Round robin (3. miejsce)                                                         | 7 listopada     | Swietłana Kuzniecowa [6] | 6:2, 7:5            |  |
| WTA Tour Championships 2009 Rozstawienie: rezerwowa (zastąpiła Wierę Zwonariową) |                 |                          |                     |  |
| Round robin (3. miejsce)                                                         | 30 października | Wiktoryja Azaranka [6]   | 4:6, 7:5, 4:1 krecz |  |
| WTA Tour Championships 2011 Rozstawienie: 8.                                     |                 |                          |                     |  |
| Round robin (3. miejsce)                                                         | 25 października | Caroline Wozniacki [1]   | 7:5, 2:6, 4:6       |  |
| Round robin (3. miejsce)                                                         | 27 października | Wiera Zwonariowa [6]     | 1:6, 6:2, 7:5       |  |
| Round robin (3. miejsce)                                                         | 28 października | Petra Kvitová [3]        | 6:7(4), 3:6         |  |
| WTA Tour Championships 2012 Rozstawienie: 4.                                     |                 |                          |                     |  |
| Round robin (2. miejsce)                                                         | 23 października | Petra Kvitová [6]        | 6:3, 6:2            |  |
| Round robin (2. miejsce)                                                         | 24 października | Marija Szarapowa [2]     | 7:5, 5:7, 5:7       |  |
| Round robin (2. miejsce)                                                         | 26 października | Sara Errani [7]          | 6:7(6), 7:5, 6:4    |  |
| Półfinał                                                                         | 27 października | Serena Williams [3]      | 2:6, 1:6            |  |
| WTA Tour Championships 2013 Rozstawienie: 3.                                     |                 |                          |                     |  |
| Round robin (4. miejsce)                                                         | 22 października | Petra Kvitová [5]        | 4:6, 4:6            |  |
| Round robin (4. miejsce)                                                         | 23 października | Serena Williams [1]      | 2:6, 4:6            |  |
| Round robin (4. miejsce)                                                         | 24 października | Angelique Kerber [8]     | 2:6, 2:6            |  |
| WTA Tour Championships 2014 Rozstawienie: 6.                                     |                 |                          |                     |  |
| Round robin (2. miejsce)                                                         | 21 października | Petra Kvitová [3]        | 6:2, 6:3            |  |
| Round robin (2. miejsce)                                                         | 23 października | Caroline Wozniacki [8]   | 5:7, 3:6            |  |
| Round robin (2. miejsce)                                                         | 24 października | Marija Szarapowa [2]     | 5:7, 7:6(4), 2:6    |  |
| Półfinał                                                                         | 25 października | Simona Halep [4]         | 2:6, 2:6            |  |
| WTA Tour Championships 2015 Rozstawienie: 5.                                     |                 |                          |                     |  |
| Round robin (2. miejsce)                                                         | 25 października | Marija Szarapowa [3]     | 6:4, 3:6, 4:6       |  |
| Round robin (2. miejsce)                                                         | 27 października | Flavia Pennetta [7]      | 6:7(5), 4:6         |  |
| Round robin (2. miejsce)                                                         | 29 października | Simona Halep [1]         | 7:6(5), 6:1         |  |
| Półfinał                                                                         | 31 października | Garbiñe Muguruza [2]     | 6:7(5), 6:3, 7:5    |  |
| Finał                                                                            | 1 listopada     | Petra Kvitová [4]        | 6:2, 4:6, 6:3       |  |
| WTA Tour Championships 2016 Rozstawienie: 2.                                     |                 |                          |                     |  |
| Round robin                                                                      | 24 października | Swietłana Kuzniecowa [8] | 5:7, 6:1, 5:7       |  |
| Round robin                                                                      | 26 października | Garbiñe Muguruza [5]     | 7:6(1), 6:3         |  |
| Round robin                                                                      | 28 października | Karolína Plíšková [4]    | 7:5, 6:3            |  |
| Półfinał                                                                         | 29 października | Angelique Kerber [1]     | 2:6, 1:6            |  |

## Puchar Federacji
Agnieszka Radwańska reprezentowała Polskę w Pucharze Federacji od 2006 do 2015 roku. W ciągu dziewięciu edycji rozegrała 53 mecze, w tym 43 singlowe i 10 deblowych. 42 mecze wygrała, 11 przegrała.

### Gra pojedyncza (34-9)
| Rok  | Runda                      | Data i miejsce                             | Przeciwnik                 | Nawierzchnia    | Rywal                       | Zwycięstwo/Porażka | Rezultat         |
| ---- | -------------------------- | ------------------------------------------ | -------------------------- | --------------- | --------------------------- | ------------------ | ---------------- |
| 2006 | Europa/Afryka Grupa II     | 26–29 kwietnia 2006 Antalya, Turcja        | Portugalia (3:0)           | Ceglana         | Magali de Lattre            | Zwycięstwo         | 6:4, 6:1         |
| 2006 | Europa/Afryka Grupa II     | 26–29 kwietnia 2006 Antalya, Turcja        | Grecja (3:0)               | Ceglana         | Anna Koumantou              | Zwycięstwo         | 6:2, 6:1         |
| 2006 | Europa/Afryka Grupa II     | 26–29 kwietnia 2006 Antalya, Turcja        | Łotwa (3:0)                | Ceglana         | Liene Linina                | Zwycięstwo         | 6:2, 6:1         |
| 2006 | Europa/Afryka Grupa II     | 26–29 kwietnia 2006 Antalya, Turcja        | Gruzja (3:0)               | Ceglana         | Margalita Czachnaszwili     | Zwycięstwo         | 6:3, 6:1         |
| 2007 | Europa/Afryka Grupa I      | 18–21 kwietnia 2007 Płowdiw, Bułgaria      | Luksemburg (3:0)           | Ceglana         | Anne Kremer                 | Zwycięstwo         | 6:2, 6:3         |
| 2007 | Europa/Afryka Grupa I      | 18–21 kwietnia 2007 Płowdiw, Bułgaria      | Bułgaria (3:0)             | Ceglana         | Cwetana Pironkowa           | Zwycięstwo         | 6:2, 6:3         |
| 2007 | Europa/Afryka Grupa I      | 18–21 kwietnia 2007 Płowdiw, Bułgaria      | Wielka Brytania (3:0)      | Ceglana         | Naomi Cavaday               | Zwycięstwo         | 6:2, 6:3         |
| 2007 | Europa/Afryka Grupa I      | 18–21 kwietnia 2007 Płowdiw, Bułgaria      | Ukraina (1:2)              | Ceglana         | Alona Bondarenko            | Zwycięstwo         | 6:4, 6:3         |
| 2008 | Europa/Afryka Grupa I      | 30 stycznia–1 lutego 2008 Budapeszt, Węgry | Rumunia (0:3)              | Dywanowa (hala) | Sorana Cîrstea              | Porażka            | 4:6, 5:7         |
| 2008 | Europa/Afryka Grupa I      | 30 stycznia–1 lutego 2008 Budapeszt, Węgry | Serbia (1:2)               | Dywanowa (hala) | Jelena Janković             | Porażka            | 4:6, 7:6(2), 5:7 |
| 2008 | Europa/Afryka Grupa I      | 30 stycznia–1 lutego 2008 Budapeszt, Węgry | Gruzja (3:0)               | Dywanowa (hala) | Oksana Kalasznikowa         | Zwycięstwo         | 6:4, 6:3         |
| 2009 | Europa/Afryka Grupa I      | 4–7 lutego 2009 Tallinn, Estonia           | Rumunia (2:1)              | Twarda (hala)   | Sorana Cîrstea              | Zwycięstwo         | 6:2, 6:3         |
| 2009 | Europa/Afryka Grupa I      | 4–7 lutego 2009 Tallinn, Estonia           | Szwecja (3:0)              | Twarda (hala)   | Sofia Arvidsson             | Zwycięstwo         | 6:2, 6:3         |
| 2009 | Europa/Afryka Grupa I      | 4–7 lutego 2009 Tallinn, Estonia           | Bośnia i Hercegowina (2:1) | Twarda (hala)   | Mervana Jugić-Salkić        | Porażka            | 6:1, 4:6, 6:7(5) |
| 2009 | Europa/Afryka Grupa I      | 4–7 lutego 2009 Tallinn, Estonia           | Wielka Brytania (2:1)      | Twarda (hala)   | Anne Keothavong             | Zwycięstwo         | 7:6(2), 7:6(4)   |
| 2009 | Grupa światowa II Play-off | 25–26 kwietnia 2009 Gdynia, Polska         | Japonia (3:2)              | Ceglana         | Akiko Morigami              | Zwycięstwo         | 6:2, 6:1         |
| 2009 | Grupa światowa II Play-off | 25–26 kwietnia 2009 Gdynia, Polska         | Japonia (3:2)              | Ceglana         | Ai Sugiyama                 | Zwycięstwo         | 7:6(5), 6:1      |
| 2010 | Grupa Światowa II          | 6–7 lutego 2010 Bydgoszcz, Polska          | Belgia (2:3)               | Twarda (hala)   | Kirsten Flipkens            | Zwycięstwo         | 6:2, 7:6(5)      |
| 2010 | Grupa Światowa II          | 6–7 lutego 2010 Bydgoszcz, Polska          | Belgia (2:3)               | Twarda (hala)   | Yanina Wickmayer            | Porażka            | 6:1, 6:7(6), 5:7 |
| 2010 | Grupa Światowa II Play-off | 24–25 kwietnia 2010 Sopot, Polska          | Hiszpania (1:4)            | Dywanowa (hala) | Carla Suárez Navarro        | Zwycięstwo         | 6:3, 6:1         |
| 2010 | Grupa Światowa II Play-off | 24–25 kwietnia 2010 Sopot, Polska          | Hiszpania (1:4)            | Dywanowa (hala) | María José Martínez Sánchez | Porażka            | 3:6, 4:6         |
| 2011 | Europa/Afryka Grupa I      | 2–5 lutego 2011 Ejlat, Izrael              | Bułgaria (2:1)             | Twarda          | Cwetana Pironkowa           | Zwycięstwo         | 6:2, 6:4         |
| 2011 | Europa/Afryka Grupa I      | 2–5 lutego 2011 Ejlat, Izrael              | Izrael (2:1)               | Twarda          | Szachar Pe’er               | Zwycięstwo         | 6:3, 6:3         |
| 2011 | Europa/Afryka Grupa I      | 2–5 lutego 2011 Ejlat, Izrael              | Luksemburg (2:1)           | Twarda          | Mandy Minella               | Zwycięstwo         | 6:1, 6:2         |
| 2011 | Europa/Afryka Grupa I      | 2–5 lutego 2011 Ejlat, Izrael              | Białoruś (0:2)             | Twarda          | Wiktoryja Azaranka          | Porażka            | 5:7, 5:7         |
| 2012 | Europa/Afryka Grupa I      | 1–4 lutego 2012 Ejlat, Izrael              | Luksemburg (3:0)           | Twarda          | Anne Kremer                 | Zwycięstwo         | 6:1, 6:1         |
| 2012 | Europa/Afryka Grupa I      | 1–4 lutego 2012 Ejlat, Izrael              | Chorwacja (3:0)            | Twarda          | Petra Martić                | Zwycięstwo         | 6:0, 6:3         |
| 2012 | Europa/Afryka Grupa I      | 1–4 lutego 2012 Ejlat, Izrael              | Rumunia (2:1)              | Twarda          | Irina-Camelia Begu          | Zwycięstwo         | 6:1, 6:3         |
| 2012 | Europa/Afryka Grupa I      | 1–4 lutego 2012 Ejlat, Izrael              | Szwecja (1:2)              | Twarda          | Johanna Larsson             | Zwycięstwo         | 6:1, 6:0         |
| 2013 | Europa/Afryka Grupa I      | 6–9 lutego 2013 Ejlat, Izrael              | Rumunia (2:1)              | Twarda          | Sorana Cîrstea              | Zwycięstwo         | 6:3, 6:4         |
| 2013 | Europa/Afryka Grupa I      | 6–9 lutego 2013 Ejlat, Izrael              | Turcja (3:0)               | Twarda          | Çağla Büyükakçay            | Zwycięstwo         | 6:1, 6:2         |
| 2013 | Europa/Afryka Grupa I      | 6–9 lutego 2013 Ejlat, Izrael              | Izrael (2:1)               | Twarda          | Szachar Pe’er               | Zwycięstwo         | 6:3, 6:2         |
| 2013 | Europa/Afryka Grupa I      | 6–9 lutego 2013 Ejlat, Izrael              | Chorwacja (2:1)            | Twarda          | Donna Vekić                 | Zwycięstwo         | 6:3, 6:2         |
| 2013 | Grupa Światowa II Play-off | 20–21 kwietnia 2013 Koksijde, Belgia       | Belgia (4:1)               | Twarda (hala)   | Alison Van Uytvanck         | Zwycięstwo         | 6:2, 6:4         |
| 2013 | Grupa Światowa II Play-off | 20–21 kwietnia 2013 Koksijde, Belgia       | Belgia (4:1)               | Twarda (hala)   | Kirsten Flipkens            | Zwycięstwo         | 4:6, 6:1, 6:2    |
| 2014 | Grupa Światowa II          | 8–9 lutego 2014 Borås, Szwecja             | Szwecja (3:2)              | Twarda (hala)   | Sofia Arvidsson             | Zwycięstwo         | 6:1, 6:1         |
| 2014 | Grupa Światowa II          | 8–9 lutego 2014 Borås, Szwecja             | Szwecja (3:2)              | Twarda (hala)   | Johanna Larsson             | Zwycięstwo         | 6:4, 6:1         |
| 2014 | Grupa Światowa Play-off    | 19–20 kwietnia 2014 Barcelona, Hiszpania   | Hiszpania (3:2)            | Ceglana         | Sílvia Soler Espinosa       | Zwycięstwo         | 6:2, 6:2         |
| 2014 | Grupa Światowa Play-off    | 19–20 kwietnia 2014 Barcelona, Hiszpania   | Hiszpania (3:2)            | Ceglana         | María-Teresa Torró-Flor     | Zwycięstwo         | 6:3, 6:2         |
| 2015 | Grupa Światowa             | 7-8 lutego 2015 Kraków, Polska             | Rosja (0:4)                | Twarda          | Swietłana Kuzniecowa        | Porażka            | 4:6, 6:2, 2:6    |
| 2015 | Grupa Światowa             | 7-8 lutego 2015 Kraków, Polska             | Rosja (0:4)                | Twarda          | Marija Szarapowa            | Porażka            | 1:6, 5:7         |
| 2015 | Grupa Światowa Play-off    | 18–19 kwietnia 2015 Zielona Góra, Polska   | Szwajcaria (2:3)           | Twarda (hala)   | Martina Hingis              | Zwycięstwo         | 6:4, 6:0         |
| 2015 | Grupa Światowa Play-off    | 18–19 kwietnia 2015 Zielona Góra, Polska   | Szwajcaria (2:3)           | Twarda (hala)   | Timea Bacsinszky            | Porażka            | 1:6, 1:6         |

### Gra podwójna (8-2)
| Rok  | Runda                   | Data i miejsce                           | Przeciwnik            | Nawierzchnia  | Partnerka         | Rywalki                                       | Zwycięstwo/Porażka | Rezultat      |
| ---- | ----------------------- | ---------------------------------------- | --------------------- | ------------- | ----------------- | --------------------------------------------- | ------------------ | ------------- |
| 2007 | Europa/Afryka Grupa I   | 18–21 kwietnia 2007 Płowdiw, Bułgaria    | Luksemburg (3:0)      | Ceglana       | Klaudia Jans      | Anne Kremer Lynn Philippe                     | Zwycięstwo         | 2:6, 6:1, 6:1 |
| 2007 | Europa/Afryka Grupa I   | 18–21 kwietnia 2007 Płowdiw, Bułgaria    | Wielka Brytania (3:0) | Ceglana       | Marta Domachowska | Elena Baltacha Claire Curran                  | Zwycięstwo         | 6:3, 6:4      |
| 2011 | Europa/Afryka Grupa I   | 2–5 lutego 2011 Ejlat, Izrael            | Izrael (2:1)          | Twarda        | Klaudia Jans      | Julja Gluszko Szachar Pe’er                   | Zwycięstwo         | 6:3, 6:3      |
| 2012 | Europa/Afryka Grupa I   | 1–4 lutego 2012 Ejlat, Izrael            | Rumunia (2:1)         | Twarda        | Urszula Radwańska | Irina-Camelia Begu Simona Halep               | Zwycięstwo         | 4:6, 6:0, 6:0 |
| 2012 | Europa/Afryka Grupa I   | 1–4 lutego 2012 Ejlat, Izrael            | Szwecja (1:2)         | Twarda        | Urszula Radwańska | Sofia Arvidsson Johanna Larsson               | Porażka            | 4:6, 3:6      |
| 2013 | Europa/Afryka Grupa I   | 6–9 lutego 2013 Ejlat, Izrael            | Izrael (2:1)          | Twarda        | Urszula Radwańska | Julja Gluszko Szachar Pe’er                   | Zwycięstwo         | 4:6, 6:3, 6:4 |
| 2013 | Europa/Afryka Grupa I   | 6–9 lutego 2013 Ejlat, Izrael            | Chorwacja (2:1)       | Twarda        | Urszula Radwańska | Darija Jurak Ana Konjuh                       | Zwycięstwo         | 6:2, 6:4      |
| 2014 | Grupa Światowa II       | 8–9 lutego 2014 Borås, Szwecja           | Szwecja (3:2)         | Twarda (hala) | Alicja Rosolska   | Sofia Arvidsson Johanna Larsson               | Zwycięstwo         | 6:2, 6:2      |
| 2014 | Grupa Światowa Play-off | 19–20 kwietnia 2014 Barcelona, Hiszpania | Hiszpania (3:2)       | Ceglana       | Alicja Rosolska   | Anabel Medina Garrigues Sílvia Soler Espinosa | Zwycięstwo         | 6:4, 6:2      |
| 2015 | Grupa Światowa Play-off | 18–19 kwietnia 2014 Zielona Góra, Polska | Szwajcaria (2:3)      | Twarda (hala) | Alicja Rosolska   | Timea Bacsinszky Viktorija Golubic            | Porażka            | 6:2, 4:6, 7:9 |

## Puchar Hopmana
Agnieszka Radwańska po raz pierwszy wystąpiła w Pucharze Hopmana w sezonie 2014, w drużynie z Grzegorzem Panfilem, który zastąpił kontuzjowanego Jerzego Janowicza. Był to zarazem debiut drużyny Polski w tych rozgrywkach. Reprezentanci Polski osiągnęli finał zawodów, przegrywając w meczu mistrzowskim z Francją 2–1.
W kolejnej edycji zawodów w sezonie 2015 Radwańska wraz z Jerzym Janowiczem wygrali turniej w finale pokonując drużynę Stanów Zjednoczonych 2–1.
|                                                                                     |                                  |                  |                                         |                  |  |  |  |  |  |  |  |  |  |  |  |  |  |  |  |  |
| Puchar Hopmana 2014 Drużyna: Agnieszka Radwańska i Grzegorz Panfil Rozstawienie: 1. |                                  |                  |                                         |                  |  |  |  |  |  |  |  |  |  |  |  |  |  |  |  |  |
| Grupa A 1. miejsce                                                                  | Polska – Włochy (3:0)            | 28 grudnia 2013  | Agnieszka Radwańska – Flavia Pennetta   | 6:2, 6:2         |  |  |  |  |  |  |  |  |  |  |  |  |  |  |  |  |
| Grupa A 1. miejsce                                                                  | Polska – Włochy (3:0)            | 28 grudnia 2013  | Radwańska/Panfil – Pennetta/Anderson    | 6:2, 6:1         |  |  |  |  |  |  |  |  |  |  |  |  |  |  |  |  |
| Grupa A 1. miejsce                                                                  | Polska – Kanada (2:1)            | 29 grudnia 2013  | Agnieszka Radwańska – Eugenie Bouchard  | 6:3, 6:7(6), 6:2 |  |  |  |  |  |  |  |  |  |  |  |  |  |  |  |  |
| Grupa A 1. miejsce                                                                  | Polska – Kanada (2:1)            | 29 grudnia 2013  | Radwańska/Panfil – Bouchard/Raonic      | 3:6, 7:5, 3–10   |  |  |  |  |  |  |  |  |  |  |  |  |  |  |  |  |
| Grupa A 1. miejsce                                                                  | Polska – Australia (2:1)         | 2 stycznia 2014  | Agnieszka Radwańska – Samantha Stosur   | 3:6, 6:4, 6:3    |  |  |  |  |  |  |  |  |  |  |  |  |  |  |  |  |
| Grupa A 1. miejsce                                                                  | Polska – Australia (2:1)         | 2 stycznia 2014  | Radwańska/Panfil – Stosur/Tomic         | 1:6, 7:5, 10–8   |  |  |  |  |  |  |  |  |  |  |  |  |  |  |  |  |
| Finał                                                                               | Polska – Francja (1:2)           | 4 stycznia 2014  | Agnieszka Radwańska – Alizé Cornet      | 6:3, 6:7(7), 6:2 |  |  |  |  |  |  |  |  |  |  |  |  |  |  |  |  |
| Finał                                                                               | Polska – Francja (1:2)           | 4 stycznia 2014  | Radwańska/Panfil – Cornet/Tsonga        | 0:6, 2:6         |  |  |  |  |  |  |  |  |  |  |  |  |  |  |  |  |
| Puchar Hopmana 2015 Drużyna: Agnieszka Radwańska i Jerzy Janowicz                   |                                  |                  |                                         |                  |  |  |  |  |  |  |  |  |  |  |  |  |  |  |  |  |
| Grupa B 1. miejsce                                                                  | Polska – Australia (3:0)         | 4 stycznia 2015  | Agnieszka Radwańska – Casey Dellacqua   | 6:2, 6:3         |  |  |  |  |  |  |  |  |  |  |  |  |  |  |  |  |
| Grupa B 1. miejsce                                                                  | Polska – Australia (3:0)         | 4 stycznia 2015  | Radwańska/Janowicz – Dellacqua/Mitchell | 8:4              |  |  |  |  |  |  |  |  |  |  |  |  |  |  |  |  |
| Grupa B 1. miejsce                                                                  | Polska – Wielka Brytania (2:1)   | 7 stycznia 2015  | Agnieszka Radwańska – Heather Watson    | 6:3, 6:1         |  |  |  |  |  |  |  |  |  |  |  |  |  |  |  |  |
| Grupa B 1. miejsce                                                                  | Polska – Wielka Brytania (2:1)   | 7 stycznia 2015  | Radwańska/Janowicz – Watson/Murray      | 6:4, 6:4         |  |  |  |  |  |  |  |  |  |  |  |  |  |  |  |  |
| Grupa B 1. miejsce                                                                  | Polska – Francja (1:2)           | 9 stycznia 2015  | Agnieszka Radwańska – Alizé Cornet      | 4:6, 6:2, 5:7    |  |  |  |  |  |  |  |  |  |  |  |  |  |  |  |  |
| Grupa B 1. miejsce                                                                  | Polska – Francja (1:2)           | 9 stycznia 2015  | Radwańska/Janowicz – Cornet/Paire       | 6:4, krecz       |  |  |  |  |  |  |  |  |  |  |  |  |  |  |  |  |
| Finał                                                                               | Polska – Stany Zjednoczone (2:1) | 10 stycznia 2015 | Agnieszka Radwańska – Serena Williams   | 6:4, 6:7(3), 6:1 |  |  |  |  |  |  |  |  |  |  |  |  |  |  |  |  |
| Finał                                                                               | Polska – Stany Zjednoczone (2:1) | 10 stycznia 2015 | Radwańska/Janowicz – Williams/Isner     | 7:5, 6:3         |  |  |  |  |  |  |  |  |  |  |  |  |  |  |  |  |

## Bilans spotkań przeciwko pierwszej dziesiątce rankingu WTA
Bilans spotkań w turniejach WTA przeciwko zawodniczkom klasyfikowanym w pierwszej dziesiątce rankingu (aktualne na dzień 18 maja 2023).
| Lista spotkań z Wiktoryją Azaranką: | Lista spotkań z Wiktoryją Azaranką: | Lista spotkań z Wiktoryją Azaranką: | Lista spotkań z Wiktoryją Azaranką: | Lista spotkań z Wiktoryją Azaranką: |
| ----------------------------------- | ----------------------------------- | ----------------------------------- | ----------------------------------- | ----------------------------------- |
| Nr                                  | Rok                                 | Turniej                             | Nawierzchnia                        | Wynik                               |
| 1.                                  | 2006                                | Wimbledon                           | Trawiasta                           | 7:5, 6:4                            |
| 1.                                  | 2007                                | Luksemburg                          | Twarda (hala)                       | 6:4, 5:7, 1:6                       |
| 2.                                  | 2008                                | Stuttgart                           | Twarda (hala)                       | 1:6, 5:7                            |
| 2.                                  | 2009                                | WTA Tour Championships              | Twarda                              | 4:6, 7:5, 4:1 (krecz)               |
| 3.                                  | 2010                                | Dubaj                               | Twarda                              | 3:6, 4:6                            |
| 4.                                  | 2010                                | Eastbourne                          | Trawiasta                           | 6:7(2), 1:6                         |
| 5.                                  | 2011                                | Indian Wells                        | Twarda                              | 6:4, 3:6, 6:7(3)                    |
| 3.                                  | 2011                                | Tokio                               | Twarda                              | 6:3, 4:6, 6:2                       |
| 6.                                  | 2012                                | Sydney                              | Twarda                              | 6:1, 3:6, 2:6                       |
| 7.                                  | 2012                                | Australian Open                     | Twarda                              | 7:6(0), 0:6, 2:6                    |
| 8.                                  | 2012                                | Ad-Dauha                            | Twarda                              | 2:6, 4:6                            |
| 9.                                  | 2012                                | Indian Wells                        | Twarda                              | 0:6, 2:6                            |
| 10.                                 | 2012                                | Stuttgart                           | Ceglana (hala)                      | 1:6, 3:6                            |
| 11.                                 | 2012                                | Madryt                              | Ceglana                             | 2:6, 4:6                            |
| 12.                                 | 2013                                | Ad-Dauha                            | Twarda                              | 3:6, 3:6                            |
| 4.                                  | 2014                                | Australian Open                     | Twarda                              | 6:1, 5:7, 6:0                       |
| 5.                                  | 2014                                | Montreal                            | Twarda                              | 6:2, 6:2                            |
| 13.                                 | 2018                                | Miami                               | Twarda                              | 2:6, 2:6                            |

| Lista spotkań z Caroline Wozniacki: | Lista spotkań z Caroline Wozniacki: | Lista spotkań z Caroline Wozniacki: | Lista spotkań z Caroline Wozniacki: | Lista spotkań z Caroline Wozniacki: |
| ----------------------------------- | ----------------------------------- | ----------------------------------- | ----------------------------------- | ----------------------------------- |
| Nr                                  | Rok                                 | Turniej                             | Nawierzchnia                        | Wynik                               |
| 1.                                  | 2007                                | Sztokholm                           | Twarda                              | 6:4, 6:1                            |
| 1.                                  | 2008                                | Sztokholm                           | Twarda                              | 4:6, 1:6                            |
| 2.                                  | 2010                                | Indian Wells                        | Twarda                              | 2:6, 3:6                            |
| 3.                                  | 2010                                | Tokio                               | Twarda                              | 0:5 krecz                           |
| 4.                                  | 2011                                | Stuttgart                           | Ceglana (hala)                      | 5:7, 3:6                            |
| 5.                                  | 2011                                | WTA Tour Championships              | Twarda (hala)                       | 7:5, 2:6, 4:6                       |
| 2.                                  | 2012                                | Sydney                              | Twarda                              | 3:6, 7:5, 6:2                       |
| 3.                                  | 2012                                | Tokio                               | Twarda                              | 6:4, 6:3                            |
| 4.                                  | 2013                                | Ad-Dauha                            | Twarda                              | 6:2, 7:5                            |
| 6.                                  | 2014                                | Cincinnati                          | Twarda                              | 4:6, 6:7(5)                         |
| 7.                                  | 2014                                | WTA Tour Championships              | Twarda (hala)                       | 5:7, 3:6                            |
| 8.                                  | 2015                                | Madryt                              | Ceglana                             | 3:6, 2:6                            |
| 9.                                  | 2016                                | Tokio                               | Twarda                              | 6:4, 5:7, 4:6                       |
| 5.                                  | 2016                                | Wuhan                               | Twarda                              | 6:4, 6:2                            |
| 6.                                  | 2016                                | Pekin                               | Twarda                              | 6:3, 6:1                            |
| 10.                                 | 2017                                | Ad-Dauha                            | Twarda                              | 5:7, 3:6                            |
| 11.                                 | 2017                                | Toronto                             | Twarda                              | 3:6, 1:6                            |

| Lista spotkań z Mariją Szarapową: | Lista spotkań z Mariją Szarapową: | Lista spotkań z Mariją Szarapową: | Lista spotkań z Mariją Szarapową: | Lista spotkań z Mariją Szarapową: |
| --------------------------------- | --------------------------------- | --------------------------------- | --------------------------------- | --------------------------------- |
| Nr                                | Rok                               | Turniej                           | Nawierzchnia                      | Wynik                             |
| 1.                                | 2007                              | Stambuł                           | Ceglana                           | 2:6, 6:3, 0:6                     |
| 1.                                | 2007                              | US Open                           | Twarda                            | 6:4, 1:6, 6:2                     |
| 2.                                | 2008                              | Ad-Dauha                          | Twarda                            | 4:6, 3:6                          |
| 3.                                | 2009                              | Toronto                           | Twarda                            | 2:6, 6:7(5)                       |
| 4.                                | 2009                              | Tokio                             | Twarda                            | 3:6, 6:2, 4:6                     |
| 5.                                | 2010                              | Stanford                          | Twarda                            | 6:1, 2:6, 2:6                     |
| 6.                                | 2010                              | Cincinnati                        | Twarda                            | 2:6, 3:6                          |
| 7.                                | 2011                              | French Open                       | Ceglana                           | 6:7(4), 5:7                       |
| 2.                                | 2012                              | Miami                             | Twarda                            | 7:5, 6:4                          |
| 8.                                | 2012                              | WTA Tour Championships            | Twarda (hala)                     | 7:5, 5:7, 5:7                     |
| 9.                                | 2014                              | Stuttgart                         | Ceglana (hala)                    | 4:6, 3:6                          |
| 10.                               | 2014                              | Madryt                            | Ceglana                           | 1:6, 4:6                          |
| 11.                               | 2014                              | WTA Tour Championships            | Twarda (hala)                     | 5:7, 7:6(4), 2:6                  |
| 12.                               | 2015                              | Fed Cup                           | Twarda (hala)                     | 1:6, 5:7                          |
| 13.                               | 2015                              | WTA Tour Championships            | Twarda (hala)                     | 6:4, 3:6, 4:6                     |

| Lista spotkań z Angelique Kerber: | Lista spotkań z Angelique Kerber: | Lista spotkań z Angelique Kerber: | Lista spotkań z Angelique Kerber: | Lista spotkań z Angelique Kerber: |
| --------------------------------- | --------------------------------- | --------------------------------- | --------------------------------- | --------------------------------- |
| Nr                                | Rok                               | Turniej                           | Nawierzchnia                      | Wynik                             |
| 1.                                | 2008                              | Berlin                            | Ceglana                           | 6:0, 5:3 (krecz)                  |
| 1.                                | 2010                              | Pekin                             | Twarda                            | 7:5, 6(3):7, 5:7                  |
| 2.                                | 2011                              | US Open                           | Twarda                            | 3:6, 6:4, 3:6                     |
| 2.                                | 2011                              | Tokio                             | Twarda                            | 3:6, 6:3, 6:3                     |
| 3.                                | 2012                              | Wimbledon                         | Trawiasta                         | 6:3, 6:4                          |
| 4.                                | 2012                              | Tokio                             | Twarda                            | 6:1, 6:1                          |
| 3.                                | 2013                              | Tokio                             | Twarda                            | 4:6, 4:6                          |
| 5.                                | 2013                              | Pekin                             | Twarda                            | 7:6(7), 6:4                       |
| 4.                                | 2013                              | WTA Tour Championships            | Twarda (hala)                     | 2:6, 2:6                          |
| 5.                                | 2015                              | Stanford                          | Twarda                            | 6:4, 4:6, 4:6                     |
| 6.                                | 2015                              | Pekin                             | Twarda                            | 6:1, 6:4                          |
| 6.                                | 2016                              | WTA Tour Championships            | Twarda (hala)                     | 2:6, 1:6                          |

| Lista spotkań z Venus Williams: | Lista spotkań z Venus Williams: | Lista spotkań z Venus Williams: | Lista spotkań z Venus Williams: | Lista spotkań z Venus Williams: |
| ------------------------------- | ------------------------------- | ------------------------------- | ------------------------------- | ------------------------------- |
| Nr                              | Rok                             | Turniej                         | Nawierzchnia                    | Wynik                           |
| 1.                              | 2006                            | Luksemburg                      | Twarda (hala)                   | 6:3, 6:0                        |
| 1.                              | 2008                            | US Open                         | Twarda                          | 1:6, 3:6                        |
| 2.                              | 2009                            | Miami                           | Twarda                          | 6:4, 1:6, 4:6                   |
| 3.                              | 2009                            | Rzym                            | Ceglana                         | 1:6, 2:6                        |
| 4.                              | 2009                            | Wimbledon                       | Trawiasta                       | 1:6, 2:6                        |
| 5.                              | 2010                            | Miami                           | Twarda                          | 3:6, 1:6                        |
| 2.                              | 2012                            | Miami                           | Twarda                          | 6:4, 6:1                        |
| 3.                              | 2012                            | French Open                     | Ceglana                         | 6:2, 6:3                        |
| 4.                              | 2014                            | Montreal                        | Twarda                          | 6:4, 6:2                        |
| 6.                              | 2015                            | Australian Open                 | Twarda                          | 3:6, 6:2, 1:6                   |
| 7.                              | 2015                            | Ad-Dauha                        | Twarda                          | 4:6, 6:1, 3:6                   |
| 8.                              | 2015                            | Wuhan                           | Twarda                          | 1:6, 6:7(4)                     |

| Lista spotkań z Simoną Halep: | Lista spotkań z Simoną Halep: | Lista spotkań z Simoną Halep: | Lista spotkań z Simoną Halep: | Lista spotkań z Simoną Halep: |
| ----------------------------- | ----------------------------- | ----------------------------- | ----------------------------- | ----------------------------- |
| Nr                            | Rok                           | Turniej                       | Nawierzchnia                  | Wynik                         |
| 1.                            | 2011                          | Australian Open               | Twarda                        | 6:1, 6:2                      |
| 2.                            | 2012                          | Bruksela                      | Ceglana                       | 7:5, 6:0                      |
| 3.                            | 2013                          | Auckland                      | Twarda                        | 6:3, 6:1                      |
| 1.                            | 2013                          | Rzym                          | Ceglana                       | 7:6(7), 1:6, 2:6              |
| 2.                            | 2014                          | Ad-Dauha                      | Twarda                        | 5:7, 2:6                      |
| 4.                            | 2014                          | Indian Wells                  | Twarda                        | 6:3, 6:4                      |
| 3.                            | 2014                          | WTA Tour Championships        | Twarda (hala)                 | 2:6, 2:6                      |
| 4.                            | 2015                          | Toronto                       | Twarda                        | 6:0, 3:6, 1:6                 |
| 5.                            | 2015                          | WTA Tour Championships        | Twarda (hala)                 | 7:6(5), 6:1                   |
| 5.                            | 2016                          | Cincinnati                    | Twarda                        | 5:7, 1:6                      |
| 6.                            | 2018                          | Miami                         | Twarda                        | 3:6, 6:2, 6:3                 |

| Lista spotkań z Jeleną Janković: | Lista spotkań z Jeleną Janković: | Lista spotkań z Jeleną Janković: | Lista spotkań z Jeleną Janković: | Lista spotkań z Jeleną Janković: |
| -------------------------------- | -------------------------------- | -------------------------------- | -------------------------------- | -------------------------------- |
| Nr                               | Rok                              | Turniej                          | Nawierzchnia                     | Wynik                            |
| 1.                               | 2008                             | French Open                      | Ceglana                          | 3:6, 6:7(3)                      |
| 1.                               | 2011                             | Tokio                            | Twarda                           | 2:6, 6:4, 6:0                    |
| 2.                               | 2012                             | Dubaj                            | Twarda                           | 6:2, 2:6, 6:0                    |
| 3.                               | 2012                             | US Open                          | Twarda                           | 6:3, 7:5                         |
| 4.                               | 2012                             | Tokio                            | Twarda                           | 6:2, 7:5                         |
| 5.                               | 2014                             | Indian Wells                     | Twarda                           | 7:5, 2:6, 6:4                    |
| 2.                               | 2014                             | Rzym                             | Ceglana                          | 4:6, 4:6                         |
| 6.                               | 2015                             | Wimbledon                        | Trawiasta                        | 7:5, 6:4                         |
| 7.                               | 2016                             | Indian Wells                     | Twarda                           | 6:3, 6:3                         |
| 8.                               | 2017                             | Wimbledon                        | Trawiasta                        | 7:6(3), 6:0                      |

| Lista spotkań z Aną Ivanović: | Lista spotkań z Aną Ivanović: | Lista spotkań z Aną Ivanović: | Lista spotkań z Aną Ivanović: | Lista spotkań z Aną Ivanović: |
| ----------------------------- | ----------------------------- | ----------------------------- | ----------------------------- | ----------------------------- |
| Nr                            | Rok                           | Turniej                       | Nawierzchnia                  | Wynik                         |
| 1.                            | 2006                          | Linz                          | Twarda (hala)                 | 2:6, 2:6                      |
| 2.                            | 2007                          | Australian Open               | Twarda                        | 2:6, 6:3, 2:6                 |
| —                             | 2008                          | Ad-Dauha                      | Twarda                        | walkower (nie wliczany)       |
| 3.                            | 2008                          | Linz                          | Twarda (hala)                 | 2:6, 6:3, 5:7                 |
| 1.                            | 2009                          | Rzym                          | Ceglana                       | 6:1, 3:6, 6:4                 |
| 2.                            | 2010                          | Miami                         | Twarda                        | 7:5, 7:5                      |
| 3.                            | 2010                          | Stuttgart                     | Ceglana (hala)                | 7:6(4), 6:4                   |
| 4.                            | 2011                          | Pekin                         | Twarda                        | 6:3, 3:2 krecz                |
| 5.                            | 2013                          | Australian Open               | Twarda                        | 6:2, 6:4                      |
| 6.                            | 2013                          | Ad-Dauha                      | Twarda                        | 6:1, 7:6(6)                   |
| 7.                            | 2013                          | French Open                   | Ceglana                       | 6:2, 6:4                      |

| Lista spotkań z Sereną Williams: | Lista spotkań z Sereną Williams: | Lista spotkań z Sereną Williams: | Lista spotkań z Sereną Williams: | Lista spotkań z Sereną Williams: |
| -------------------------------- | -------------------------------- | -------------------------------- | -------------------------------- | -------------------------------- |
| Nr                               | Rok                              | Turniej                          | Nawierzchnia                     | Wynik                            |
| 1.                               | 2008                             | Berlin                           | Ceglana                          | 3:6, 1:6                         |
| 2.                               | 2008                             | Wimbledon                        | Trawiasta                        | 4:6, 0:6                         |
| 3.                               | 2012                             | Wimbledon                        | Trawiasta                        | 1:6, 7:5, 2:6                    |
| 4.                               | 2012                             | WTA Tour Championships           | Twarda (hala)                    | 2:6, 1:6                         |
| 5.                               | 2013                             | Miami                            | Twarda                           | 0:6, 3:6                         |
| 6.                               | 2013                             | Toronto                          | Twarda                           | 6:7(3), 4:6                      |
| 7.                               | 2013                             | Pekin                            | Twarda                           | 2:6, 2:6                         |
| 8.                               | 2013                             | WTA Tour Championships           | Twarda (hala)                    | 2:6, 4:6                         |
| 9.                               | 2016                             | Australian Open                  | Twarda                           | 0:6, 4:6                         |
| 10.                              | 2016                             | Indian Wells                     | Twarda                           | 4:6, 6:7(1)                      |

| Lista spotkań z Karolíną Plíškovą: | Lista spotkań z Karolíną Plíškovą: | Lista spotkań z Karolíną Plíškovą: | Lista spotkań z Karolíną Plíškovą: | Lista spotkań z Karolíną Plíškovą: |
| ---------------------------------- | ---------------------------------- | ---------------------------------- | ---------------------------------- | ---------------------------------- |
| Nr                                 | Rok                                | Turniej                            | Nawierzchnia                       | Wynik                              |
| 1.                                 | 2012                               | Kuala Lumpur                       | Twarda                             | 6:4, 6:4                           |
| 2.                                 | 2014                               | French Open                        | Ceglana                            | 6:3, 6:4                           |
| 3.                                 | 2015                               | Eastbourne                         | Trawiasta                          | 6:2, 6:1                           |
| 4.                                 | 2015                               | Tokio                              | Twarda                             | 7:5, 6:2                           |
| 5.                                 | 2015                               | Tiencin                            | Twarda                             | 6:3, 6:1                           |
| 6.                                 | 2016                               | Stuttgart                          | Ceglana (hala)                     | 6:2, 7:6(8)                        |
| 7.                                 | 2016                               | WTA Tour Championships             | Twarda (hala)                      | 7:5, 6:3                           |
| 1.                                 | 2018                               | Cincinnati                         | Twarda                             | 3:6, 3:6                           |

| Lista spotkań z Garbiñe Muguruzą: | Lista spotkań z Garbiñe Muguruzą: | Lista spotkań z Garbiñe Muguruzą: | Lista spotkań z Garbiñe Muguruzą: | Lista spotkań z Garbiñe Muguruzą: |
| --------------------------------- | --------------------------------- | --------------------------------- | --------------------------------- | --------------------------------- |
| Nr                                | Rok                               | Turniej                           | Nawierzchnia                      | Wynik                             |
| 1.                                | 2012                              | Miami                             | Twarda                            | 6:3, 6:2                          |
| 2.                                | 2014                              | Australian Open                   | Twarda                            | 6:1, 6:3                          |
| 1.                                | 2015                              | Sydney                            | Twarda                            | 6:3, 6:7(4), 2:6                  |
| 2.                                | 2015                              | Dubaj                             | Twarda                            | 4:6, 2:6                          |
| 3.                                | 2015                              | Wimbledon                         | Trawiasta                         | 2:6, 6:3, 3:6                     |
| 4.                                | 2015                              | Pekin                             | Twarda                            | 6:4, 3:6, 4:6                     |
| 3.                                | 2015                              | WTA Tour Championships            | Twarda (hala)                     | 6:7(5), 6:3, 7:5                  |
| 4.                                | 2016                              | WTA Tour Championships            | Twarda (hala)                     | 7:6(1), 6:3                       |

| Lista spotkań z Dinarą Safiną: | Lista spotkań z Dinarą Safiną: | Lista spotkań z Dinarą Safiną: | Lista spotkań z Dinarą Safiną: | Lista spotkań z Dinarą Safiną: |
| ------------------------------ | ------------------------------ | ------------------------------ | ------------------------------ | ------------------------------ |
| Nr                             | Rok                            | Turniej                        | Nawierzchnia                   | Wynik                          |
| 1.                             | 2009                           | Stuttgart                      | Ceglana (hala)                 | 4:6, 2:6                       |
| 2.                             | 2010                           | Sydney                         | Twarda                         | 5:7, 4:6                       |
| 1.                             | 2010                           | San Diego                      | Twarda                         | 6:1, 6:3                       |

| Lista spotkań z Martiną Hingis: | Lista spotkań z Martiną Hingis: | Lista spotkań z Martiną Hingis: | Lista spotkań z Martiną Hingis: | Lista spotkań z Martiną Hingis: |
| ------------------------------- | ------------------------------- | ------------------------------- | ------------------------------- | ------------------------------- |
| Nr                              | Rok                             | Turniej                         | Nawierzchnia                    | Wynik                           |
| 1.                              | 2007                            | Miami                           | Twarda                          | 4:6, 6:3, 6:2                   |
| 2.                              | 2015                            | Fed Cup                         | Twarda (hala)                   | 6:4, 6:0                        |

| Lista spotkań z Kim Clijsters: | Lista spotkań z Kim Clijsters: | Lista spotkań z Kim Clijsters: | Lista spotkań z Kim Clijsters: | Lista spotkań z Kim Clijsters: |
| ------------------------------ | ------------------------------ | ------------------------------ | ------------------------------ | ------------------------------ |
| Nr                             | Rok                            | Turniej                        | Nawierzchnia                   | Wynik                          |
| 1.                             | 2006                           | Wimbledon                      | Trawiasta                      | 2:6, 2:6                       |
| 2.                             | 2011                           | Australian Open                | Twarda                         | 3:6, 6:7(4)                    |

| Lista spotkań z Justine Henin: | Lista spotkań z Justine Henin: | Lista spotkań z Justine Henin: | Lista spotkań z Justine Henin: | Lista spotkań z Justine Henin: |
| ------------------------------ | ------------------------------ | ------------------------------ | ------------------------------ | ------------------------------ |
| Nr                             | Rok                            | Turniej                        | Nawierzchnia                   | Wynik                          |
| 1.                             | 2007                           | Eastbourne                     | Trawiasta                      | 4:6, 1:6                       |
| 2.                             | 2007                           | Zurych                         | Twarda (hala)                  | 4:6, 2:6                       |

| Lista spotkań z Amélie Mauresmo: | Lista spotkań z Amélie Mauresmo: | Lista spotkań z Amélie Mauresmo: | Lista spotkań z Amélie Mauresmo: | Lista spotkań z Amélie Mauresmo: |
| -------------------------------- | -------------------------------- | -------------------------------- | -------------------------------- | -------------------------------- |
| Nr                               | Rok                              | Turniej                          | Nawierzchnia                     | Wynik                            |
| 1.                               | 2008                             | Amelia Island                    | Ceglana                          | 6:3, 5:7, 6:7(6)                 |
| 2.                               | 2009                             | Paryż                            | Twarda (hala)                    | 2:6, 0:6                         |

| Lista spotkań z Ashleigh Barty: | Lista spotkań z Ashleigh Barty: | Lista spotkań z Ashleigh Barty: | Lista spotkań z Ashleigh Barty: | Lista spotkań z Ashleigh Barty: |
| ------------------------------- | ------------------------------- | ------------------------------- | ------------------------------- | ------------------------------- |
| Nr                              | Rok                             | Turniej                         | Nawierzchnia                    | Wynik                           |
| 1.                              | 2017                            | Wuhan                           | Twarda                          | 6:4, 0:6, 4:6                   |

| Lista spotkań z Naomi Ōsaką: | Lista spotkań z Naomi Ōsaką: | Lista spotkań z Naomi Ōsaką: | Lista spotkań z Naomi Ōsaką: | Lista spotkań z Naomi Ōsaką: |
| ---------------------------- | ---------------------------- | ---------------------------- | ---------------------------- | ---------------------------- |
| Nr                           | Rok                          | Turniej                      | Nawierzchnia                 | Wynik                        |
| 1.                           | 2018                         | Indian Wells                 | Twarda                       | 3:6, 2:6                     |

| Lista spotkań ze Swietłaną Kuzniecową: | Lista spotkań ze Swietłaną Kuzniecową: | Lista spotkań ze Swietłaną Kuzniecową: | Lista spotkań ze Swietłaną Kuzniecową: | Lista spotkań ze Swietłaną Kuzniecową: |
| -------------------------------------- | -------------------------------------- | -------------------------------------- | -------------------------------------- | -------------------------------------- |
| Nr                                     | Rok                                    | Turniej                                | Nawierzchnia                           | Wynik                                  |
| 1.                                     | 2007                                   | Wimbledon                              | Trawiasta                              | 2:6, 3:6                               |
| 2.                                     | 2007                                   | New Haven                              | Twarda                                 | 6:4, 1:6, 4:6                          |
| 3.                                     | 2007                                   | Stuttgart                              | Twarda (hala)                          | 4:6, 7:6(5), 3:6                       |
| 1.                                     | 2008                                   | Australian Open                        | Twarda                                 | 6:3, 6:4                               |
| 4.                                     | 2008                                   | Indian Wells                           | Twarda                                 | 2:6, 4:6                               |
| 2.                                     | 2008                                   | Wimbledon                              | Trawiasta                              | 6:4, 1:6, 7:5                          |
| 3.                                     | 2008                                   | WTA Tour Championships                 | Twarda                                 | 6:2, 7:5                               |
| 5.                                     | 2009                                   | French Open                            | Ceglana                                | 4:6, 6:1, 1:6                          |
| 6.                                     | 2009                                   | Pekin                                  | Twarda                                 | 2:6, 4:6                               |
| 7.                                     | 2010                                   | San Diego                              | Twarda                                 | 4:6, 7:6(7), 3:6                       |
| 8.                                     | 2010                                   | Montreal                               | Twarda                                 | 4:6, 6:1, 3:6                          |
| 9.                                     | 2011                                   | Dubaj                                  | Twarda                                 | 6:7(7), 3:6                            |
| 10.                                    | 2012                                   | French Open                            | Ceglana                                | 1:6, 2:6                               |
| 4.                                     | 2014                                   | Madryt                                 | Ceglana                                | 6:3, 4:6, 7:6(6)                       |
| 11.                                    | 2015                                   | Fed Cup                                | Twarda (hala)                          | 4:6, 6:2, 2:6                          |
| 12.                                    | 2016                                   | Wuhan                                  | Twarda                                 | 6:1, 6:7(9), 4:6                       |
| 13.                                    | 2016                                   | WTA Tour Championships                 | Twarda (hala)                          | 5:7, 6:1, 5:7                          |
| 14.                                    | 2017                                   | Wimbledon                              | Trawiasta                              | 2:6, 4:6                               |

| Lista spotkań z Petrą Kvitovą: | Lista spotkań z Petrą Kvitovą: | Lista spotkań z Petrą Kvitovą: | Lista spotkań z Petrą Kvitovą: | Lista spotkań z Petrą Kvitovą: |
| ------------------------------ | ------------------------------ | ------------------------------ | ------------------------------ | ------------------------------ |
| Nr                             | Rok                            | Turniej                        | Nawierzchnia                   | Wynik                          |
| 1.                             | 2009                           | Linz                           | Twarda (hala)                  | 3:6, 2:6                       |
| 2.                             | 2011                           | Eastbourne                     | Trawiasta                      | 6:1, 2:6, 6:7(2)               |
| 3.                             | 2011                           | WTA Tour Championships         | Twarda (hala)                  | 6:7(4), 3:6                    |
| 1.                             | 2012                           | WTA Tour Championships         | Twarda (hala)                  | 6:3, 6:2                       |
| 4.                             | 2013                           | Dubaj                          | Twarda                         | 2:6, 4:6                       |
| 5.                             | 2013                           | WTA Tour Championships         | Twarda (hala)                  | 4:6, 4:6                       |
| 2.                             | 2014                           | WTA Tour Championships         | Twarda (hala)                  | 6:2, 6:3                       |
| 6.                             | 2015                           | New Haven                      | Twarda                         | 5:7, 4:6                       |
| 3.                             | 2015                           | WTA Tour Championships         | Twarda (hala)                  | 6:2, 4:6, 6:3                  |
| 4.                             | 2016                           | Indian Wells                   | Twarda                         | 6:2, 7:6(3)                    |
| 5.                             | 2016                           | New Haven                      | Twarda                         | 6:1, 6:1                       |
| 7.                             | 2018                           | Ad-Dauha                       | Twarda                         | 7:6(3), 3:6, 4:6               |
| —                              | 2018                           | Eastbourne                     | Trawiasta                      | walkower (nie wliczany)        |
| 8.                             | 2018                           | New Haven                      | Twarda                         | 1:6, 6:7(3)                    |

| Lista spotkań z Li Na: | Lista spotkań z Li Na: | Lista spotkań z Li Na: | Lista spotkań z Li Na: | Lista spotkań z Li Na: |
| ---------------------- | ---------------------- | ---------------------- | ---------------------- | ---------------------- |
| Nr                     | Rok                    | Turniej                | Nawierzchnia           | Wynik                  |
| 1.                     | 2009                   | Monterrey              | Twarda                 | 6:7(5), 6:4, 0:6       |
| 1.                     | 2009                   | Eastbourne             | Trawiasta              | 3:1 (krecz)            |
| 2.                     | 2009                   | Wimbledon              | Trawiasta              | 6:4, 7:5               |
| 2.                     | 2010                   | Wimbledon              | Trawiasta              | 3:6, 2:6               |
| 3.                     | 2012                   | Stuttgart              | Ceglana (hala)         | 3:6, 6:2, 6:3          |
| 3.                     | 2012                   | Montreal               | Twarda                 | 2:6, 1:6               |
| 4.                     | 2012                   | Cincinnati             | Twarda                 | 1:6, 1:6               |
| 5.                     | 2012                   | Pekin                  | Twarda                 | 4:6, 2:6               |
| 4.                     | 2013                   | Sydney                 | Twarda                 | 6:3, 6:4               |
| 6.                     | 2012                   | Australian Open        | Twarda                 | 5:7, 3:6               |
| 5.                     | 2013                   | Wimbledon              | Trawiasta              | 7:6(5), 4:6, 6:2       |

| Lista spotkań z Wierą Zwonariową: | Lista spotkań z Wierą Zwonariową: | Lista spotkań z Wierą Zwonariową: | Lista spotkań z Wierą Zwonariową: | Lista spotkań z Wierą Zwonariową: |
| --------------------------------- | --------------------------------- | --------------------------------- | --------------------------------- | --------------------------------- |
| Nr                                | Rok                               | Turniej                           | Nawierzchnia                      | Wynik                             |
| 1.                                | 2007                              | Moskwa                            | Twarda (hala)                     | 2:6, 2:6                          |
| 2.                                | 2011                              | Miami                             | Twarda                            | 5:7, 3:6                          |
| 1.                                | 2011                              | San Diego                         | Twarda                            | 6:3, 6:4                          |
| 2.                                | 2011                              | Toronto                           | Twarda                            | 6:4, 7:6(4)                       |
| 3.                                | 2011                              | Tokio                             | Twarda                            | 6:3, 6:2                          |
| 4.                                | 2011                              | WTA Tour Championships            | Twarda (hala)                     | 1:6, 6:2, 7:5                     |

| Lista spotkań z Anastasiją Myskiną: | Lista spotkań z Anastasiją Myskiną: | Lista spotkań z Anastasiją Myskiną: | Lista spotkań z Anastasiją Myskiną: | Lista spotkań z Anastasiją Myskiną: |
| ----------------------------------- | ----------------------------------- | ----------------------------------- | ----------------------------------- | ----------------------------------- |
| Nr                                  | Rok                                 | Turniej                             | Nawierzchnia                        | Wynik                               |
| 1.                                  | 2006                                | Warszawa                            | Ceglana                             | 6:4, 4:6, 6:4                       |

| Lista spotkań z Aryną Sabalenką: | Lista spotkań z Aryną Sabalenką: | Lista spotkań z Aryną Sabalenką: | Lista spotkań z Aryną Sabalenką: | Lista spotkań z Aryną Sabalenką: |
| -------------------------------- | -------------------------------- | -------------------------------- | -------------------------------- | -------------------------------- |
| Nr                               | Rok                              | Turniej                          | Nawierzchnia                     | Wynik                            |
| 1.                               | 2018                             | Eastbourne                       | Trawiasta                        | 3:6, 6:1, 3:6                    |

| Lista spotkań z Jeleną Diemientjewą: | Lista spotkań z Jeleną Diemientjewą: | Lista spotkań z Jeleną Diemientjewą: | Lista spotkań z Jeleną Diemientjewą: | Lista spotkań z Jeleną Diemientjewą: |
| ------------------------------------ | ------------------------------------ | ------------------------------------ | ------------------------------------ | ------------------------------------ |
| Nr                                   | Rok                                  | Turniej                              | Nawierzchnia                         | Wynik                                |
| 1.                                   | 2006                                 | Warszawa                             | Ceglana                              | 7:5, 3:6, 1:6                        |
| 1.                                   | 2006                                 | Luksemburg                           | Twarda (hala)                        | 7:5, 6:2                             |
| 2.                                   | 2008                                 | Stambuł                              | Ceglana                              | 6:3, 6:2                             |
| 2.                                   | 2009                                 | Sydney                               | Twarda                               | 2:6, 7:5, 4:6                        |
| 3.                                   | 2009                                 | Pekin                                | Twarda                               | 7:5, 6:3                             |
| 4.                                   | 2010                                 | Indian Wells                         | Twarda                               | 6:4, 6:3                             |

| Lista spotkań z Jessicą Pegulą: | Lista spotkań z Jessicą Pegulą: | Lista spotkań z Jessicą Pegulą: | Lista spotkań z Jessicą Pegulą: | Lista spotkań z Jessicą Pegulą: |
| ------------------------------- | ------------------------------- | ------------------------------- | ------------------------------- | ------------------------------- |
| Nr                              | Rok                             | Turniej                         | Nawierzchnia                    | Wynik                           |
| 1.                              | 2016                            | US Open                         | Twarda                          | 6:1, 6:1                        |

| Lista spotkań z Nadieżdą Pietrową: | Lista spotkań z Nadieżdą Pietrową: | Lista spotkań z Nadieżdą Pietrową: | Lista spotkań z Nadieżdą Pietrową: | Lista spotkań z Nadieżdą Pietrową: |
| ---------------------------------- | ---------------------------------- | ---------------------------------- | ---------------------------------- | ---------------------------------- |
| Nr                                 | Rok                                | Turniej                            | Nawierzchnia                       | Wynik                              |
| 1.                                 | 2008                               | Australian Open                    | Twarda                             | 1:6, 7:5, 6:0                      |
| 2.                                 | 2008                               | Eastbourne                         | Trawiasta                          | 6:4, 6:7(11), 6:4                  |
| 1.                                 | 2008                               | Tokio                              | Twarda                             | 3:6, 0:6                           |
| 3.                                 | 2008                               | Linz                               | Twarda (hala)                      | 6:3, 6:2                           |
| 2.                                 | 2012                               | Tokio                              | Twarda                             | 0:6, 6:1, 3:6                      |

| Lista spotkań ze Sloane Stephens: | Lista spotkań ze Sloane Stephens: | Lista spotkań ze Sloane Stephens: | Lista spotkań ze Sloane Stephens: | Lista spotkań ze Sloane Stephens: |
| --------------------------------- | --------------------------------- | --------------------------------- | --------------------------------- | --------------------------------- |
| Nr                                | Rok                               | Turniej                           | Nawierzchnia                      | Wynik                             |
| 1.                                | 2012                              | Cincinnati                        | Twarda                            | 6:1, 4:6, 6:4                     |
| 2.                                | 2013                              | Miami                             | Twarda                            | 4:6, 6:2, 6:0                     |
| 3.                                | 2013                              | Toronto                           | Twarda                            | 6:1, 7:6(2)                       |
| 4.                                | 2015                              | Eastbourne                        | Trawiasta                         | 6:1, 6:7(3), 6:2                  |

| Lista spotkań z Eliną Switoliną: | Lista spotkań z Eliną Switoliną: | Lista spotkań z Eliną Switoliną: | Lista spotkań z Eliną Switoliną: | Lista spotkań z Eliną Switoliną: |
| -------------------------------- | -------------------------------- | -------------------------------- | -------------------------------- | -------------------------------- |
| Nr                               | Rok                              | Turniej                          | Nawierzchnia                     | Wynik                            |
| 1.                               | 2014                             | Miami                            | Twarda                           | 7:6(5), 5:7, 6:2                 |
| 2.                               | 2015                             | Tokio                            | Twarda                           | 6:4, 6:1                         |
| 3.                               | 2016                             | New Haven                        | Twarda                           | 6:1, 7:6(3)                      |
| 4.                               | 2016                             | Pekin                            | Twarda                           | 7:6(3), 6:3                      |

| Lista spotkań z Dominiką Cibulkovą: | Lista spotkań z Dominiką Cibulkovą: | Lista spotkań z Dominiką Cibulkovą: | Lista spotkań z Dominiką Cibulkovą: | Lista spotkań z Dominiką Cibulkovą: |
| ----------------------------------- | ----------------------------------- | ----------------------------------- | ----------------------------------- | ----------------------------------- |
| Nr                                  | Rok                                 | Turniej                             | Nawierzchnia                        | Wynik                               |
| 1.                                  | 2006                                | Budapeszt                           | Ceglana                             | 6:4, 6:0                            |
| 2.                                  | 2008                                | Ad-Dauha                            | Twarda                              | 6:4, 6:7(7), 6:4                    |
| 3.                                  | 2008                                | US Open                             | Twarda                              | 6:0, 6:3                            |
| 4.                                  | 2013                                | Sydney                              | Twarda                              | 6:0, 6:0                            |
| 1.                                  | 2013                                | Stanford                            | Twarda                              | 6:3, 4:6, 4:6                       |
| 5.                                  | 2013                                | Tokio                               | Twarda                              | 6:3, 6:4                            |
| 2.                                  | 2014                                | Australian Open                     | Twarda                              | 1:6, 2:6                            |
| 3.                                  | 2014                                | Miami                               | Twarda                              | 6:3, 6:7(5), 3:6                    |
| 6.                                  | 2015                                | Tokio                               | Twarda                              | 6:4, 6:1                            |
| 7.                                  | 2016                                | Indian Wells                        | Twarda                              | 6:3, 3:6, 7:5                       |
| 4.                                  | 2016                                | Madryt                              | Ceglana                             | 4:6, 7:6(3), 3:6                    |
| 5.                                  | 2016                                | Eastbourne                          | Trawiasta                           | 6:4, 6:7(2), 3:6                    |
| 6.                                  | 2016                                | Wimbledon                           | Trawiasta                           | 3:6, 7:5, 7:9                       |

| Lista spotkań z Francescą Schiavone: | Lista spotkań z Francescą Schiavone: | Lista spotkań z Francescą Schiavone: | Lista spotkań z Francescą Schiavone: | Lista spotkań z Francescą Schiavone: |
| ------------------------------------ | ------------------------------------ | ------------------------------------ | ------------------------------------ | ------------------------------------ |
| Nr                                   | Rok                                  | Turniej                              | Nawierzchnia                         | Wynik                                |
| 1.                                   | 2006                                 | Luksemburg                           | Twarda (hala)                        | 5:7, 6:2, 1:6                        |
| 2.                                   | 2006                                 | Hasselt                              | Twarda (hala)                        | 3:6, 4:6                             |
| 3.                                   | 2008                                 | IO Pekin                             | Twarda                               | 3:6, 6:7(6)                          |
| 4.                                   | 2010                                 | Australian Open                      | Twarda                               | 2:6, 2:6                             |
| 1.                                   | 2011                                 | Miami                                | Twarda                               | 6:0, 6:2                             |
| 2.                                   | 2011                                 | Stuttgart                            | Ceglana (hala)                       | 6:1, 6:3                             |
| 3.                                   | 2011                                 | Eastbourne                           | Trawiasta                            | 6:3, 6:2                             |
| 4.                                   | 2013                                 | Stanford                             | Twarda                               | 6:4, 6:3                             |
| 5.                                   | 2014                                 | Katowice                             | Twarda (hala)                        | 6:4, 6:3                             |
| 6.                                   | 2014                                 | Rzym                                 | Ceglana                              | 6:4, 6:1                             |

| Lista spotkań z Caroline Garcią: | Lista spotkań z Caroline Garcią: | Lista spotkań z Caroline Garcią: | Lista spotkań z Caroline Garcią: | Lista spotkań z Caroline Garcią: |
| -------------------------------- | -------------------------------- | -------------------------------- | -------------------------------- | -------------------------------- |
| Nr                               | Rok                              | Turniej                          | Nawierzchnia                     | Wynik                            |
| 1.                               | 2014                             | Madryt                           | Ceglana                          | 6:4, 4:6, 6:4                    |
| 1.                               | 2014                             | Wuhan                            | Twarda                           | 6:3, 6:7(4), 6:7(7)              |
| 2.                               | 2015                             | Dubaj                            | Twarda                           | 6:3, 2:6, 6:3                    |
| 3.                               | 2016                             | French Open                      | Twarda                           | 6:2, 6:4                         |
| 4.                               | 2016                             | US Open                          | Twarda                           | 6:2, 6:3                         |

| Lista spotkań z Samanthą Stosur: | Lista spotkań z Samanthą Stosur: | Lista spotkań z Samanthą Stosur: | Lista spotkań z Samanthą Stosur: | Lista spotkań z Samanthą Stosur: |
| -------------------------------- | -------------------------------- | -------------------------------- | -------------------------------- | -------------------------------- |
| Nr                               | Rok                              | Turniej                          | Nawierzchnia                     | Wynik                            |
| 1.                               | 2009                             | Indian Wells                     | Twarda                           | 3:6, 6:3, 7:5                    |
| 1.                               | 2009                             | Madryt                           | Ceglana                          | 6:7(4), 1:6                      |
| 2.                               | 2011                             | Toronto                          | Twarda                           | 2:6, 7:5, 2:6                    |
| 3.                               | 2013                             | Carlsbad                         | Twarda                           | 5:7, 6:2, 3:6                    |
| 4.                               | 2017                             | Hongkong                         | Twarda                           | 6:3, 4:6, 0:6                    |

| Lista spotkań z Johanną Kontą: | Lista spotkań z Johanną Kontą: | Lista spotkań z Johanną Kontą: | Lista spotkań z Johanną Kontą: | Lista spotkań z Johanną Kontą: |
| ------------------------------ | ------------------------------ | ------------------------------ | ------------------------------ | ------------------------------ |
| Nr                             | Rok                            | Turniej                        | Nawierzchnia                   | Wynik                          |
| 1.                             | 2016                           | Cincinnati                     | Twarda                         | 6:7(7), 6:4, 6:0               |
| 2.                             | 2016                           | Pekin                          | Twarda                         | 6:4, 6:2                       |
| 1.                             | 2017                           | Sydney                         | Twarda                         | 4:6, 2:6                       |
| 3.                             | 2018                           | Sydney                         | Twarda                         | 6:3, 7:5                       |

| Lista spotkań z Kimiko Date-Krumm: | Lista spotkań z Kimiko Date-Krumm: | Lista spotkań z Kimiko Date-Krumm: | Lista spotkań z Kimiko Date-Krumm: | Lista spotkań z Kimiko Date-Krumm: |
| ---------------------------------- | ---------------------------------- | ---------------------------------- | ---------------------------------- | ---------------------------------- |
| Nr                                 | Rok                                | Turniej                            | Nawierzchnia                       | Wynik                              |
| 1.                                 | 2011                               | Australian Open                    | Twarda                             | 6:4, 4:6, 7:5                      |
| 2.                                 | 2013                               | Sydney                             | Twarda                             | 6:4, 6:3                           |

| Lista spotkań z Belindą Bencic: | Lista spotkań z Belindą Bencic: | Lista spotkań z Belindą Bencic: | Lista spotkań z Belindą Bencic: | Lista spotkań z Belindą Bencic: |
| ------------------------------- | ------------------------------- | ------------------------------- | ------------------------------- | ------------------------------- |
| Nr                              | Rok                             | Turniej                         | Nawierzchnia                    | Wynik                           |
| 1.                              | 2015                            | Eastbourne                      | Trawiasta                       | 4:6, 6:4, 0:6                   |
| 1.                              | 2015                            | Tokio                           | Twarda                          | 6:2, 6:2                        |

| Lista spotkań z Danielą Hantuchovą: | Lista spotkań z Danielą Hantuchovą: | Lista spotkań z Danielą Hantuchovą: | Lista spotkań z Danielą Hantuchovą: | Lista spotkań z Danielą Hantuchovą: |
| ----------------------------------- | ----------------------------------- | ----------------------------------- | ----------------------------------- | ----------------------------------- |
| Nr                                  | Rok                                 | Turniej                             | Nawierzchnia                        | Wynik                               |
| 1.                                  | 2007                                | Zurych                              | Twarda (hala)                       | 6:3, 6:3                            |
| 2.                                  | 2008                                | Sydney                              | Twarda                              | 6:3, 7:5                            |
| 1.                                  | 2008                                | Australian Open                     | Twarda                              | 2:6, 2:6                            |
| 2.                                  | 2009                                | Stanford                            | Twarda                              | 6:4, 6:7(6), 1:6                    |
| 3.                                  | 2009                                | Tokio                               | Twarda                              | 6:3, 3:6, 6:3                       |
| 4.                                  | 2010                                | San Diego                           | Twarda                              | 6:4, 6:2                            |
| 5.                                  | 2011                                | San Diego                           | Twarda                              | 0:6, 6:4, 6:4                       |
| 6.                                  | 2013                                | Carlsbad                            | Twarda                              | 6:3, 6:3                            |

| Lista spotkań z Sarą Errani: | Lista spotkań z Sarą Errani: | Lista spotkań z Sarą Errani: | Lista spotkań z Sarą Errani: | Lista spotkań z Sarą Errani: |
| ---------------------------- | ---------------------------- | ---------------------------- | ---------------------------- | ---------------------------- |
| Nr                           | Rok                          | Turniej                      | Nawierzchnia                 | Wynik                        |
| 1.                           | 2006                         | Budapeszt                    | Ceglana                      | 4:6, 0:6                     |
| 1.                           | 2006                         | Luksemburg                   | Twarda (hala)                | 6:3, 6:3                     |
| 2.                           | 2010                         | Wimbledon                    | Trawiasta                    | 6:3, 6:1                     |
| 3.                           | 2012                         | Madryt                       | Ceglana                      | 6:0, 6:1                     |
| 4.                           | 2012                         | WTA Tour Championships       | Twarda (hala)                | 6:7(6), 7:5, 6:4             |
| 2.                           | 2013                         | French Open                  | Ceglana                      | 4:6, 6:7(6)                  |
| 5.                           | 2013                         | Toronto                      | Twarda                       | 7:6(1), 7:5                  |
| 3.                           | 2015                         | Stuttgart                    | Ceglana (hala)               | 6:7(8), 4:6                  |

| Lista spotkań z Lucie Šafářovą: | Lista spotkań z Lucie Šafářovą: | Lista spotkań z Lucie Šafářovą: | Lista spotkań z Lucie Šafářovą: | Lista spotkań z Lucie Šafářovą: |
| ------------------------------- | ------------------------------- | ------------------------------- | ------------------------------- | ------------------------------- |
| Nr                              | Rok                             | Turniej                         | Nawierzchnia                    | Wynik                           |
| 1.                              | 2007                            | Indian Wells                    | Twarda                          | 3:6, 7:6(7), 6:7(4)             |
| 1.                              | 2009                            | Linz                            | Twarda (hala)                   | 6:3, 7:6(9)                     |
| 2.                              | 2010                            | Rzym                            | Ceglana                         | 6:1, 3:6, 6:7(1)                |
| 3.                              | 2011                            | Ad-Dauha                        | Twarda                          | 6:7(3), 3:6                     |
| 4.                              | 2011                            | Moskwa                          | Twarda (hala)                   | 4:6, 6:4, 4:6                   |
| 5.                              | 2018                            | Wimbledon                       | Trawiasta                       | 5:7, 4:6                        |

| Lista spotkań z Eugenie Bouchard: | Lista spotkań z Eugenie Bouchard: | Lista spotkań z Eugenie Bouchard: | Lista spotkań z Eugenie Bouchard: | Lista spotkań z Eugenie Bouchard: |
| --------------------------------- | --------------------------------- | --------------------------------- | --------------------------------- | --------------------------------- |
| Nr                                | Rok                               | Turniej                           | Nawierzchnia                      | Wynik                             |
| 1.                                | 2014                              | Madryt                            | Ceglana                           | 7:6(3), 6:2                       |
| 2.                                | 2016                              | Australian Open                   | Twarda                            | 6:4, 6:2                          |
| 3.                                | 2016                              | Eastbourne                        | Trawiasta                         | 6:3, 6:3                          |
| 4.                                | 2017                              | New Haven                         | Twarda                            | 6:3, 7:5                          |

| Lista spotkań z Anną Czakwetadze: | Lista spotkań z Anną Czakwetadze: | Lista spotkań z Anną Czakwetadze: | Lista spotkań z Anną Czakwetadze: | Lista spotkań z Anną Czakwetadze: |
| --------------------------------- | --------------------------------- | --------------------------------- | --------------------------------- | --------------------------------- |
| Nr                                | Rok                               | Turniej                           | Nawierzchnia                      | Wynik                             |
| 1.                                | 2008                              | Dubaj                             | Twarda                            | 2:6, 6:2, 4:6                     |
| 2.                                | 2008                              | Rzym                              | Ceglana                           | 4:6, 6:1, 1:6                     |
| 1.                                | 2009                              | Los Angeles                       | Twarda                            | 6:3, 6:2                          |
| 2.                                | 2010                              | Indian Wells                      | Twarda                            | 6:2, 5:3 (krecz)                  |

| Lista spotkań z Jeļeną Ostapenko: | Lista spotkań z Jeļeną Ostapenko: | Lista spotkań z Jeļeną Ostapenko: | Lista spotkań z Jeļeną Ostapenko: | Lista spotkań z Jeļeną Ostapenko: |
| --------------------------------- | --------------------------------- | --------------------------------- | --------------------------------- | --------------------------------- |
| Nr                                | Rok                               | Turniej                           | Nawierzchnia                      | Wynik                             |
| 1.                                | 2016                              | New Haven                         | Twarda                            | 7:5, 6:1                          |
| 2.                                | 2018                              | Eastbourne                        | Trawiasta                         | 6:2, 7:5                          |

| Lista spotkań z Flavią Pennettą: | Lista spotkań z Flavią Pennettą: | Lista spotkań z Flavią Pennettą: | Lista spotkań z Flavią Pennettą: | Lista spotkań z Flavią Pennettą: |
| -------------------------------- | -------------------------------- | -------------------------------- | -------------------------------- | -------------------------------- |
| Nr                               | Rok                              | Turniej                          | Nawierzchnia                     | Wynik                            |
| 1.                               | 2008                             | Hobart                           | Twarda                           | 4:6, 6:1, 2:6                    |
| 1.                               | 2010                             | Dubaj                            | Twarda                           | 6:3, 6:0                         |
| 2.                               | 2011                             | Pekin                            | Twarda                           | 6:2, 6:4                         |
| 3.                               | 2012                             | Indian Wells                     | Twarda                           | 6:4, 6:2                         |
| 2.                               | 2014                             | Dubaj                            | Twarda                           | 4:6, 1:6                         |
| 3.                               | 2014                             | Indian Wells                     | Twarda                           | 2:6, 1:6                         |
| 4.                               | 2015                             | Ad-Dauha                         | Twarda                           | 6:1, 6:1                         |
| 4.                               | 2015                             | WTA Tour Championships           | Twarda (hala)                    | 6:7(5), 4:6                      |

| Lista spotkań z Carlą Suárez Navarro: | Lista spotkań z Carlą Suárez Navarro: | Lista spotkań z Carlą Suárez Navarro: | Lista spotkań z Carlą Suárez Navarro: | Lista spotkań z Carlą Suárez Navarro: |
| ------------------------------------- | ------------------------------------- | ------------------------------------- | ------------------------------------- | ------------------------------------- |
| Nr                                    | Rok                                   | Turniej                               | Nawierzchnia                          | Wynik                                 |
| 1.                                    | 2009                                  | Toronto                               | Twarda                                | 6:3, 6:3                              |
| 2.                                    | 2012                                  | US Open                               | Twarda                                | 4:6, 6:3, 6:0                         |
| 1.                                    | 2015                                  | Miami                                 | Twarda                                | 7:5, 0:6, 4:6                         |
| 3.                                    | 2016                                  | Australian Open                       | Twarda                                | 6:1, 6:3                              |
| 2.                                    | 2016                                  | Ad-Dauha                              | Twarda                                | 2:6, 0:6                              |

| Lista spotkań z Robertą Vinci: | Lista spotkań z Robertą Vinci: | Lista spotkań z Robertą Vinci: | Lista spotkań z Robertą Vinci: | Lista spotkań z Robertą Vinci: |
| ------------------------------ | ------------------------------ | ------------------------------ | ------------------------------ | ------------------------------ |
| Nr                             | Rok                            | Turniej                        | Nawierzchnia                   | Wynik                          |
| 1.                             | 2008                           | Rzym                           | Ceglana                        | 3:6, 6:2, 6:2                  |
| 2.                             | 2009                           | New Haven                      | Twarda                         | 2:6, 6:2, 7:6(5)               |
| 3.                             | 2010                           | Rzym                           | Ceglana                        | 6:1, 6:0                       |
| 4.                             | 2012                           | Madryt                         | Ceglana                        | 7:6(1), 6:4                    |
| 1.                             | 2012                           | US Open                        | Twarda                         | 1:6, 4:6                       |
| 5.                             | 2013                           | Sydney                         | Twarda                         | 6:4, 7:5                       |
| 6.                             | 2014                           | Stuttgart                      | Ceglana (hala)                 | 6:3, 6:2                       |
| 7.                             | 2014                           | Madryt                         | Ceglana                        | 6:1, 6:1                       |
| 2.                             | 2014                           | Pekin                          | Twarda                         | 4:6, 4:6                       |
| 8.                             | 2016                           | Ad-Dauha                       | Twarda                         | 3:6, 6:2, 6:3                  |

| Lista spotkań z Marion Bartoli: | Lista spotkań z Marion Bartoli: | Lista spotkań z Marion Bartoli: | Lista spotkań z Marion Bartoli: | Lista spotkań z Marion Bartoli: |
| ------------------------------- | ------------------------------- | ------------------------------- | ------------------------------- | ------------------------------- |
| Nr                              | Rok                             | Turniej                         | Nawierzchnia                    | Wynik                           |
| 1.                              | 2007                            | Stuttgart                       | Twarda (hala)                   | 0:6, 6:2, 6:1                   |
| 2.                              | 2008                            | Eastbourne                      | Trawiasta                       | 7:5, 6:3                        |
| 3.                              | 2008                            | Tokio                           | Twarda                          | 6:2, 6:3                        |
| 4.                              | 2009                            | Pekin                           | Twarda                          | 6:4, 6:3                        |
| 5.                              | 2010                            | Indian Wells                    | Twarda                          | 6:3, 6:2                        |
| 6.                              | 2011                            | Dubaj                           | Twarda                          | 6:3, 6:2                        |
| 7.                              | 2012                            | Miami                           | Twarda                          | 6:4, 6:2                        |

| Lista spotkań z Madison Keys: | Lista spotkań z Madison Keys: | Lista spotkań z Madison Keys: | Lista spotkań z Madison Keys: | Lista spotkań z Madison Keys: |
| ----------------------------- | ----------------------------- | ----------------------------- | ----------------------------- | ----------------------------- |
| Nr                            | Rok                           | Turniej                       | Nawierzchnia                  | Wynik                         |
| 1.                            | 2012                          | Miami                         | Twarda                        | 6:1, 6:1                      |
| 2.                            | 2013                          | Wimbledon                     | Trawiasta                     | 7:5, 4:6, 6:3                 |
| 3.                            | 2013                          | Pekin                         | Twarda                        | 6:3, 6:2                      |
| 4.                            | 2015                          | Wimbledon                     | Trawiasta                     | 7:6(3), 3:6, 6:3              |
| 1.                            | 2015                          | US Open                       | Twarda                        | 3:6, 2:6                      |
| 5.                            | 2015                          | Pekin                         | Twarda                        | 6:3 (krecz)                   |

| Lista spotkań z Patty Schnyder: | Lista spotkań z Patty Schnyder: | Lista spotkań z Patty Schnyder: | Lista spotkań z Patty Schnyder: | Lista spotkań z Patty Schnyder: |
| ------------------------------- | ------------------------------- | ------------------------------- | ------------------------------- | ------------------------------- |
| Nr                              | Rok                             | Turniej                         | Nawierzchnia                    | Wynik                           |
| 1.                              | 2008                            | Charleston                      | Ceglana                         | 3:6, 2:6                        |
| 1.                              | 2009                            | Pekin                           | Twarda                          | 6:4, 6:1                        |
| 2.                              | 2010                            | Madryt                          | Ceglana                         | 6:3, 4:6, 4:6                   |

| Lista spotkań z Darją Kasatkiną: | Lista spotkań z Darją Kasatkiną: | Lista spotkań z Darją Kasatkiną: | Lista spotkań z Darją Kasatkiną: | Lista spotkań z Darją Kasatkiną: |
| -------------------------------- | -------------------------------- | -------------------------------- | -------------------------------- | -------------------------------- |
| Nr                               | Rok                              | Turniej                          | Nawierzchnia                     | Wynik                            |
| 1.                               | 2017                             | Pekin                            | Twarda                           | 6:4, 5:7, 2:6                    |
| 2.                               | 2018                             | Dubaj                            | Twarda                           | 5:7, 4:6                         |

| Lista spotkań z Jekatieriną Makarową: | Lista spotkań z Jekatieriną Makarową: | Lista spotkań z Jekatieriną Makarową: | Lista spotkań z Jekatieriną Makarową: | Lista spotkań z Jekatieriną Makarową: |
| ------------------------------------- | ------------------------------------- | ------------------------------------- | ------------------------------------- | ------------------------------------- |
| Nr                                    | Rok                                   | Turniej                               | Nawierzchnia                          | Wynik                                 |
| 1.                                    | 2009                                  | Tokio                                 | Twarda                                | 7:5, 6:3                              |
| 2.                                    | 2010                                  | Miami                                 | Twarda                                | 7:5, 6:0                              |
| 3.                                    | 2011                                  | New Haven                             | Twarda                                | 6:1, 6:2                              |
| 1.                                    | 2013                                  | US Open                               | Twarda                                | 4:6, 4:6                              |
| 2.                                    | 2014                                  | Wimbledon                             | Trawiasta                             | 3:6, 0:6                              |
| 4.                                    | 2014                                  | Montreal                              | Twarda                                | 7:6(1), 7:6(3)                        |
| 5.                                    | 2016                                  | Wuhan                                 | Twarda                                | 6:4, 6:1                              |
| 6.                                    | 2016                                  | Pekin                                 | Twarda                                | 6:3, 6:4                              |
| 3.                                    | 2017                                  | Stuttgart                             | Ceglana (hala)                        | 2:6, 4:6                              |

| Lista spotkań z Ai Sugiyamą: | Lista spotkań z Ai Sugiyamą: | Lista spotkań z Ai Sugiyamą: | Lista spotkań z Ai Sugiyamą: | Lista spotkań z Ai Sugiyamą: |
| ---------------------------- | ---------------------------- | ---------------------------- | ---------------------------- | ---------------------------- |
| Nr                           | Rok                          | Turniej                      | Nawierzchnia                 | Wynik                        |
| 1.                           | 2007                         | New Haven                    | Twarda                       | 7:6(5), 3:6, 6:4             |
| 2.                           | 2009                         | Los Angeles                  | Twarda                       | 6:2, 6:1                     |
| 3.                           | 2009                         | Cincinnati                   | Twarda                       | 6:2, 6:1                     |

| Lista spotkań z Alicią Molik: | Lista spotkań z Alicią Molik: | Lista spotkań z Alicią Molik: | Lista spotkań z Alicią Molik: | Lista spotkań z Alicią Molik: |
| ----------------------------- | ----------------------------- | ----------------------------- | ----------------------------- | ----------------------------- |
| Nr                            | Rok                           | Turniej                       | Nawierzchnia                  | Wynik                         |
| 1.                            | 2007                          | Linz                          | Twarda (hala)                 | 4:6, 6:3, 1:6                 |

| Lista spotkań z Andreą Petković: | Lista spotkań z Andreą Petković: | Lista spotkań z Andreą Petković: | Lista spotkań z Andreą Petković: | Lista spotkań z Andreą Petković: |
| -------------------------------- | -------------------------------- | -------------------------------- | -------------------------------- | -------------------------------- |
| Nr                               | Rok                              | Turniej                          | Nawierzchnia                     | Wynik                            |
| 1.                               | 2009                             | Tokio                            | Twarda                           | 6:4, 3:6, 6:3                    |
| 2.                               | 2010                             | Tokio                            | Twarda                           | 6:3, 6:3                         |
| 3.                               | 2011                             | San Diego                        | Twarda                           | 4:6, 6:0, 6:4                    |
| 4.                               | 2011                             | Toronto                          | Twarda                           | 6:4, 6:3                         |
| 5.                               | 2011                             | Pekin                            | Twarda                           | 7:5, 0:6, 6:4                    |
| 6.                               | 2012                             | Sydney                           | Twarda                           | 7:5, 6:4                         |
| 7.                               | 2016                             | Stuttgart                        | Ceglana (hala)                   | 1:6, 6:1, 6:2                    |
| 8.                               | 2016                             | Cincinnati                       | Twarda                           | 6:0, 6:1                         |

| Lista spotkań z Coco Vaneweghe: | Lista spotkań z Coco Vaneweghe: | Lista spotkań z Coco Vaneweghe: | Lista spotkań z Coco Vaneweghe: | Lista spotkań z Coco Vaneweghe: |
| ------------------------------- | ------------------------------- | ------------------------------- | ------------------------------- | ------------------------------- |
| Nr                              | Rok                             | Turniej                         | Nawierzchnia                    | Wynik                           |
| 1.                              | 2014                            | Pekin                           | Twarda                          | 6:4, 6:3                        |
| 2.                              | 2015                            | New Haven                       | Twarda                          | 6:0, 6:2                        |
| 3.                              | 2015                            | Tokio                           | Twarda                          | 6:3, 6:3                        |
| 4.                              | 2015                            | Pekin                           | Twarda                          | 6:3, krecz                      |
| 1.                              | 2016                            | Birmingham                      | Trawiasta                       | 5:7, 6:4, 3:6                   |
| 5.                              | 2017                            | Toronto                         | Twarda                          | 6:3, 6:2                        |
| 2.                              | 2017                            | US Open                         | Twarda                          | 5:7, 6:4, 4:6                   |

| Lista spotkań z Julią Görges: | Lista spotkań z Julią Görges: | Lista spotkań z Julią Görges: | Lista spotkań z Julią Görges: | Lista spotkań z Julią Görges: |
| ----------------------------- | ----------------------------- | ----------------------------- | ----------------------------- | ----------------------------- |
| Nr                            | Rok                           | Turniej                       | Nawierzchnia                  | Wynik                         |
| 1.                            | 2012                          | Australian Open               | Twarda                        | 6:1, 6:1                      |
| 2.                            | 2012                          | Dubaj                         | Twarda                        | 7:5, 6:4                      |
| 1.                            | 2012                          | Igrzyska Olimpijskie          | Trawiasta                     | 5:7, 7:6(5), 4:6              |
| 3.                            | 2015                          | Toronto                       | Twarda                        | 7:5, 6:3                      |
| 2.                            | 2017                          | Cincinnati                    | Twarda                        | 4:6, 4:6                      |
| 4.                            | 2017                          | Wuhan                         | Twarda                        | 7:5, 7:5                      |

| Lista spotkań z Timeą Bacsinszky: | Lista spotkań z Timeą Bacsinszky: | Lista spotkań z Timeą Bacsinszky: | Lista spotkań z Timeą Bacsinszky: | Lista spotkań z Timeą Bacsinszky: |
| --------------------------------- | --------------------------------- | --------------------------------- | --------------------------------- | --------------------------------- |
| Nr                                | Rok                               | Turniej                           | Nawierzchnia                      | Wynik                             |
| 1.                                | 2015                              | Fed Cup                           | Twarda (hala)                     | 1:6, 1:6                          |
| 2.                                | 2016                              | Miami                             | Twarda                            | 6:2, 4:6, 2:6                     |
| 1.                                | 2017                              | Wimbledon                         | Trawiasta                         | 3:6, 6:4, 6:1                     |

| Lista spotkań z Brendą Schultz: | Lista spotkań z Brendą Schultz: | Lista spotkań z Brendą Schultz: | Lista spotkań z Brendą Schultz: | Lista spotkań z Brendą Schultz: |
| ------------------------------- | ------------------------------- | ------------------------------- | ------------------------------- | ------------------------------- |
| Nr                              | Rok                             | Turniej                         | Nawierzchnia                    | Wynik                           |
| 1.                              | 2006                            | Luksemburg                      | Twarda (hala)                   | 6:2, 6:2                        |

| Lista spotkań z Mariją Kirilenko: | Lista spotkań z Mariją Kirilenko: | Lista spotkań z Mariją Kirilenko: | Lista spotkań z Mariją Kirilenko: | Lista spotkań z Mariją Kirilenko: |
| --------------------------------- | --------------------------------- | --------------------------------- | --------------------------------- | --------------------------------- |
| Nr                                | Rok                               | Turniej                           | Nawierzchnia                      | Wynik                             |
| 1.                                | 2007                              | Moskwa                            | Twarda (hala)                     | 6:4, 4:6, 6:1                     |
| 1.                                | 2009                              | US Open                           | Twarda                            | 4:6, 6:2, 4:6                     |
| 2.                                | 2009                              | Moskwa                            | Twarda (hala)                     | 3:6, 3:6                          |
| 2.                                | 2010                              | Madryt                            | Ceglana                           | 6:2, 6:2                          |
| 3.                                | 2010                              | Stanford                          | Twarda                            | 7:5, 6:0                          |
| 4.                                | 2011                              | Indian Wells                      | Twarda                            | 6:0, 2:6, 7:5                     |
| 5.                                | 2011                              | Miami                             | Twarda                            | 7:6(2), 6:3                       |
| 6.                                | 2012                              | Wimbledon                         | Trawiasta                         | 7:5, 4:6, 7:5                     |
| 3.                                | 2013                              | Indian Wells                      | Twarda                            | 1:6, 6:4, 5:7                     |

## Nietypowe rozstrzygnięcia meczów WTA
Mecze rozstrzygnięte bez utraty gema (wynikiem 6:0, 6:0)
| Rok  | Turniej      | Runda | Rywalka            | Wynik    |
| ---- | ------------ | ----- | ------------------ | -------- |
| 2008 | Dubaj        | Q2    | Eva Hrdinová       | 6:0, 6:0 |
| 2008 | Stambuł      | 2R    | Sorana Cîrstea     | 6:0, 6:0 |
| 2013 | Sydney       | F     | Dominika Cibulková | 6:0, 6:0 |
| 2014 | Indian Wells | 3R    | Annika Beck        | 6:0, 6:0 |
| 2014 | Seul         | 2R    | Chanelle Scheepers | 6:0, 6:0 |

 Mecze rozstrzygnięte ze stratą 1 gema
| Rok  | Turniej         | Runda | Rywalka                    | Wynik    |
| ---- | --------------- | ----- | -------------------------- | -------- |
| 2007 | Paryż           | Q1    | Gracia Radovanovic         | 6:1, 6:0 |
| 2007 | Paryż           | 1R    | Martina Müller             | 1:6, 0:6 |
| 2007 | Stambuł         | 2R    | Romina Oprandi             | 6:1, 6:0 |
| 2008 | Australian Open | 1R    | Olha Sawczuk               | 6:0, 6:1 |
| 2009 | Rzym            | 1R    | Alona Bondarenko           | 6:0, 6:1 |
| 2009 | Stanford        | 1R    | Sorana Cîrstea             | 6:0, 6:1 |
| 2010 | Australian Open | 1R    | Tatjana Malek              | 6:1, 6:0 |
| 2010 | Indian Wells    | 3R    | Gisela Dulko               | 6:1, 6:0 |
| 2010 | Rzym            | 2R    | Roberta Vinci              | 6:1, 6:0 |
| 2011 | Miami           | 2R    | Barbora Záhlavová-Strýcová | 6:1, 6:0 |
| 2011 | Stuttgart       | 1R    | Jamie Hampton              | 6:0, 6:1 |
| 2011 | Carlsbad        | 3R    | Christina McHale           | 6:1, 6:0 |
| 2012 | Madryt          | 2R    | Sara Errani                | 6:0, 6:1 |
| 2012 | Bruksela        | 2R    | Łesia Curenko              | 6:1, 6:0 |
| 2012 | French Open     | 1R    | Bojana Jovanovski          | 6:1, 6:0 |
| 2014 | US Open         | 1R    | Sharon Fichman             | 6:1, 6:0 |
| 2015 | Australian Open | 2R    | Johanna Larsson            | 6:0, 6:1 |
| 2015 | Tiencin         | 1R    | Olha Sawczuk               | 6:1, 6:0 |
| 2016 | Miami           | 2R    | Alizé Cornet               | 6:0, 6:1 |
| 2016 | Cincinnati      | 2R    | Andrea Petković            | 6:0, 6:1 |
| 2017 | Toronto         | 2R    | Tímea Babos                | 6:0, 6:1 |

 Mecze rozstrzygnięte poprzez krecz 
| Rok  | Turniej            | Runda | Rywalka              | Wynik               |
| ---- | ------------------ | ----- | -------------------- | ------------------- |
| 2006 | US Open            | Q1    | Kelly Liggan         | 4:3 krecz           |
| 2006 | Hasselt            | Q1    | Karolina Kosińska    | 7:5, 1:0 krecz      |
| 2007 | Rzym               | 1R    | Szachar Pe’er        | 0:6, 0:2 krecz      |
| 2007 | Wimbledon          | 2R    | Martina Müller       | 6:1, 4:0 krecz      |
| 2008 | Berlin             | 1R    | Angelique Kerber     | 6:0, 5:3 krecz      |
| 2008 | Sztokholm          | QF    | Camille Pin          | 6:2, 1:0 krecz      |
| 2009 | Eastbourne         | 2R    | Li Na                | 3:1 krecz           |
| 2009 | New Haven          | 2R    | Virginie Razzano     | 6:3, 4:6, krecz     |
| 2009 | Tour Championships | RR    | Wiktoryja Azaranka   | 4:6, 7:5, 4:1 krecz |
| 2010 | Indian Wells       | 2R    | Anna Czakwetadze     | 6:2, 5:3 krecz      |
| 2010 | Tokio              | QF    | Caroline Wozniacki   | 0:5 krecz           |
| 2011 | Londyn             | 1R    | Wolha Hawarcowa      | 6:0, 3:0 krecz      |
| 2011 | Pekin              | QF    | Ana Ivanović         | 6:3, 3:2 krecz      |
| 2012 | Indian Wells       | 4R    | Jamie Hampton        | 6:3, 4:6, 3:0 krecz |
| 2012 | New Haven          | 2R    | Wolha Hawarcowa      | 0:6, 1:2 krecz      |
| 2014 | Ad-Dauha           | 3R    | Mirjana Lučić-Baroni | 6:4, 0:1 krecz      |
| 2015 | Pekin              | 1R    | Coco Vandeweghe      | 6:3, 0:0 krecz      |
| 2015 | Pekin              | 3R    | Madison Keys         | 6:3, 0:0 krecz      |
| 2016 | Eastbourne         | 2R    | Mirjana Lučić-Baroni | 6:4, 2:1 krecz      |
| 2018 | Stambuł            | 1R    | Donna Vekić          | 1:6, 0:2 krecz      |

Mecze rozstrzygnięte walkowerem
| Rok  | Turniej      | Runda | Rywalka       | Wynik |
| ---- | ------------ | ----- | ------------- | ----- |
| 2008 | Ad-Dauha     | 3R    | Ana Ivanović  | w/o   |
| 2012 | Kuala Lumpur | QF    | Hsieh Su-wei  | w/o   |
| 2013 | Cincinnati   | QF    | Li Na         | w/o   |
| 2016 | Tiencin      | QF    | Peng Shuai    | w/o   |
| 2018 | Eastbourne   | 3R    | Petra Kvitová | w/o   |

## Zwycięstwa nad zawodniczkami klasyfikowanymi w danym momencie w czołowej dziesiątce rankingu
| Lp.  | Zawodnik             | Ranking | Turniej                                 | Nawierzchnia  | Runda       | Wynik               |
| ---- | -------------------- | ------- | --------------------------------------- | ------------- | ----------- | ------------------- |
| 2006 |                      |         |                                         |               |             |                     |
| 1.   | Jelena Diemientjewa  | Nr 6    | Luksemburg, Luksemburg                  | Twarda (hala) | Ćwierćfinał | 7:5, 6:2            |
| 2007 |                      |         |                                         |               |             |                     |
| 2.   | Martina Hingis       | Nr 6    | Miami, Stany Zjednoczone                | Twarda        | 3 runda     | 4:6, 6:3, 6:2       |
| 3.   | Marija Szarapowa     | Nr 2    | US Open, Nowy Jork, Stany Zjednoczone   | Twarda        | 3 runda     | 6:4, 1:6, 6:2       |
| 4.   | Daniela Hantuchová   | Nr 9    | Zurych, Szwajcaria                      | Twarda (hala) | 2 runda     | 6:3, 6:3            |
| 2008 |                      |         |                                         |               |             |                     |
| 5.   | Swietłana Kuzniecowa | Nr 2    | Australian Open, Melbourne, Australia   | Twarda        | 3 runda     | 6:3, 6:4            |
| 6.   | Jelena Diemientjewa  | Nr 7    | Stambuł, Turcja                         | Ceglana       | Finał       | 6:3, 6:2            |
| 7.   | Swietłana Kuzniecowa | Nr 4    | Wimbledon, Londyn, Wielka Brytania      | Trawiasta     | 4 runda     | 6:4, 1:6, 7:5       |
| 8.   | Swietłana Kuzniecowa | Nr 7    | WTA Tour Championships, Doha, Katar     | Twarda        | Round robin | 6:2, 7:5            |
| 2009 |                      |         |                                         |               |             |                     |
| 9.   | Ana Ivanović         | Nr 7    | Rzym, Włochy                            | Ceglana       | 3 runda     | 6:1, 3:6, 6:4       |
| 10.  | Jelena Diemientjewa  | Nr 4    | Pekin, Chiny                            | Twarda        | Ćwierćfinał | 7:5, 6:3            |
| 11.  | Wiktoryja Azaranka   | Nr 6    | WTA Tour Championships, Doha, Katar     | Twarda        | Round robin | 4:6, 7:5, 4:1 krecz |
| 2010 |                      |         |                                         |               |             |                     |
| 12.  | Jelena Diemientjewa  | Nr 7    | Indian Wells, Stany Zjednoczone         | Twarda        | Ćwierćfinał | 6:4, 6:3            |
| 2011 |                      |         |                                         |               |             |                     |
| 13.  | Francesca Schiavone  | Nr 4    | Miami, Stany Zjednoczone                | Twarda        | 4 runda     | 6:0, 6:2            |
| 14.  | Francesca Schiavone  | Nr 4    | Stuttgart, Niemcy                       | Ceglana       | 2 runda     | 6:1, 6:3            |
| 15.  | Francesca Schiavone  | Nr 7    | Eastbourne, Wielka Brytania             | Trawiasta     | 2 runda     | 6:3, 6:2            |
| 16.  | Wiera Zwonariowa     | Nr 3    | San Diego, Stany Zjednoczone            | Twarda        | Finał       | 6:3, 6:4            |
| 17.  | Wiera Zwonariowa     | Nr 3    | Toronto, Kanada                         | Twarda        | 3 runda     | 6:4, 7:6(4)         |
| 18.  | Andrea Petković      | Nr 10   | Toronto, Kanada                         | Twarda        | Ćwierćfinał | 6:4, 6:3            |
| 19.  | Wiktoryja Azaranka   | Nr 3    | Tokio, Japonia                          | Twarda        | Półfinał    | 6:3, 4:6, 6:2       |
| 20.  | Wiera Zwonariowa     | Nr 4    | Tokio, Japonia                          | Twarda        | Finał       | 6:3, 6:2            |
| 21.  | Wiera Zwonariowa     | Nr 6    | WTA Tour Championships, Stambuł, Turcja | Twarda        | Round robin | 1:6, 6:2, 7:5       |
| 2012 |                      |         |                                         |               |             |                     |
| 22.  | Andrea Petković      | Nr 10   | Sydney, Australia                       | Twarda        | 2 runda     | 7:5, 6:4            |
| 23.  | Caroline Wozniacki   | Nr 1    | Sydney, Australia                       | Twarda        | Ćwierćfinał | 3:6, 7:5, 6:2       |
| 24.  | Marion Bartoli       | Nr 7    | Miami, Stany Zjednoczone                | Twarda        | Półfinał    | 6:4, 6:2            |
| 25.  | Marija Szarapowa     | Nr 2    | Miami, Stany Zjednoczone                | Twarda        | Finał       | 7:5, 6:4            |
| 26.  | Li Na                | Nr 8    | Stuttgart, Niemcy                       | Ceglana       | Ćwierćfinał | 3:6, 6:2, 6:3       |
| 27.  | Angelique Kerber     | Nr 8    | Wimbledon, Londyn, Wielka Brytania      | Trawiasta     | Półfinał    | 6:3, 6:4            |
| 28.  | Angelique Kerber     | Nr 6    | Tokio, Japonia                          | Twarda        | Półfinał    | 6:1, 6:1            |
| 29.  | Petra Kvitová        | Nr 6    | WTA Tour Championships, Stambuł, Turcja | Twarda        | Round robin | 6:3, 6:2            |
| 30.  | Sara Errani          | Nr 7    | WTA Tour Championships, Stambuł, Turcja | Twarda        | Round robin | 6:7(6), 7:5, 6:4    |
| 2013 |                      |         |                                         |               |             |                     |
| 31.  | Li Na                | Nr 7    | Sydney, Australia                       | Twarda        | Półfinał    | 6:3, 6:4            |
| 32.  | Caroline Wozniacki   | Nr 10   | Doha, Katar                             | Twarda        | Ćwierćfinał | 6:2, 7:5            |
| 33.  | Li Na                | Nr 6    | Wimbledon, Londyn, Wielka Brytania      | Trawiasta     | Ćwierćfinał | 7:6(5), 4:6, 6:2    |
| 34.  | Sara Errani          | Nr 6    | Toronto, Kanada                         | Twarda        | Ćwierćfinał | 7:6(1), 7:5         |
| 35.  | Angelique Kerber     | Nr 9    | Pekin, Chiny                            | Twarda        | Ćwierćfinał | 7:6(7), 6:4         |
| 2014 |                      |         |                                         |               |             |                     |
| 36.  | Wiktoryja Azaranka   | Nr 2    | Australian Open, Melbourne, Australia   | Twarda        | Ćwierćfinał | 6:1, 5:7, 6:0       |
| 37.  | Jelena Janković      | Nr 8    | Indian Wells, Stany Zjednoczone         | Twarda        | Ćwierćfinał | 7:5, 2:6, 6:4       |
| 38.  | Simona Halep         | Nr 7    | Indian Wells, Stany Zjednoczone         | Twarda        | Półfinał    | 6:3, 6:4            |
| 39.  | Petra Kvitová        | Nr 3    | WTA Tour Championships, Singapur        | Twarda        | Round robin | 6:2, 6:3            |
| 2015 |                      |         |                                         |               |             |                     |
| 40.  | Angelique Kerber     | Nr 10   | Pekin, Chiny                            | Twarda        | Ćwierćfinał | 6:1, 6:4            |
| 41.  | Simona Halep         | Nr 2    | WTA Tour Championships, Singapur        | Twarda        | Round robin | 7:6(5), 6:1         |
| 42.  | Garbiñe Muguruza     | Nr 3    | WTA Tour Championships, Singapur        | Twarda        | Półfinał    | 6:7(5), 6:3, 7:5    |
| 43.  | Petra Kvitová        | Nr 5    | WTA Tour Championships, Singapur        | Twarda        | Finał       | 6:2, 4:6, 6:3       |
| 2016 |                      |         |                                         |               |             |                     |
| 44.  | Roberta Vinci        | Nr 10   | Doha, Katar                             | Twarda        | Ćwierćfinał | 3:6, 6:2, 6:3       |
| 45.  | Petra Kvitová        | Nr 9    | Indian Wells, Stany Zjednoczone         | Twarda        | Ćwierćfinał | 6:2, 7:6(3)         |
| 46.  | Garbiñe Muguruza     | Nr 6    | WTA Tour Championships, Singapur        | Twarda        | Round robin | 7:6(1), 6:3         |
| 47.  | Karolína Plíšková    | Nr 5    | WTA Tour Championships, Singapur        | Twarda        | Round robin | 7:5, 6:3            |
| 2018 |                      |         |                                         |               |             |                     |
| 48.  | Johanna Konta        | Nr 9    | Sydney, Australia                       | Twarda        | 1 runda     | 6:3, 7:5            |
| 49.  | Simona Halep         | Nr 1    | Miami, Stany Zjednoczone                | Twarda        | 3 runda     | 3:6, 6:2, 6:3       |